# 土讃線
土讃線（どさんせん）は、香川県仲多度郡多度津町の多度津駅から高知県高知市の高知駅を経て、同県高岡郡四万十町の窪川駅に至る四国旅客鉄道（JR四国）の鉄道路線（幹線）である。日本国有鉄道（国鉄）時代は土讃本線（どさんほんせん）と呼ばれていたが、民営化後の1988年にJR四国は線路名称を土讃線に改称した。
讃岐山脈および吉野川上流に沿って四国山地を越えて多度津と高知を結び、さらに土佐湾沿いの内陸部を通り窪川を結んでいる。
広域輸送網としては、1988年（昭和63年）の瀬戸大橋線開通前まで本州と四国を結ぶ宇高連絡船の接続駅であった予讃線高松駅を始発・終着とする特急列車が直通しているが、瀬戸大橋線開通後は山陽新幹線に接続する岡山駅を始発・終着とする特急列車を主体とするダイヤ編成となっている。地域輸送としては、高松方面と琴平駅間の快速列車・普通列車、高知駅を中心とする高知県内で完結する普通列車、高知県内では第三セクター鉄道の土佐くろしお鉄道各線との直通列車、および経由地となる徳島県三好市付近の近距離ローカル列車（徳島線直通列車を含む）等が運行されている。
多度津 - 琴平間は国鉄末期に電化されており、高松方面からの電車列車が乗り入れている。しかしそれ以外の区間は電化されていないため、特急列車や徳島県・高知県内の普通列車には気動車が用いられている。
2020年（令和2年）3月14日には起点の多度津駅に加えて、新たに善通寺駅、琴平駅でIC乗車券「ICOCA」が利用可能になった。

## 路線データ
多度津駅 - 高知駅間は阿波池田駅、 高知駅 - 窪川駅間は高知駅でそれぞれ運行管理を行っている。
- 管轄（事業種別）：四国旅客鉄道（第一種鉄道事業者）
- 路線距離（営業キロ）：198.7km
- 軌間：1067mm
- 駅数：61（起終点駅含む）
  - 土讃線所属駅に限定した場合、起点の多度津駅（予讃線所属[3]）が除外され、60駅となる。
- 複線区間：なし（全線単線）
- 電化区間：多度津駅 - 琴平駅間（直流1500V）
- 閉塞方式：
  - 多度津駅 - 高知駅間：単線自動閉塞式
    - CTC・PRC（阿波池田駅に設置[2]）

  - 高知駅 - 窪川駅間：特殊自動閉塞式（電子符号照査式）
    - CTC・PRC（高知駅に設置[2]）
- 最高速度
  - 120km/h（多度津駅 - 高知駅間、日下駅 - 土佐加茂駅間、吾桑駅 - 多ノ郷駅間、六反地駅 - 仁井田駅間）[4]
  - 110km/h（高知駅 - 日下駅間、土佐加茂駅 - 吾桑駅間、多ノ郷駅 - 六反地駅間、仁井田駅 - 窪川駅間）[4]
- 最急勾配：25‰（讃岐財田駅 - 佃駅間、繁藤駅 - 土佐山田駅間、土佐久礼駅 - 影野駅間など）
- 最小曲線半径：200m

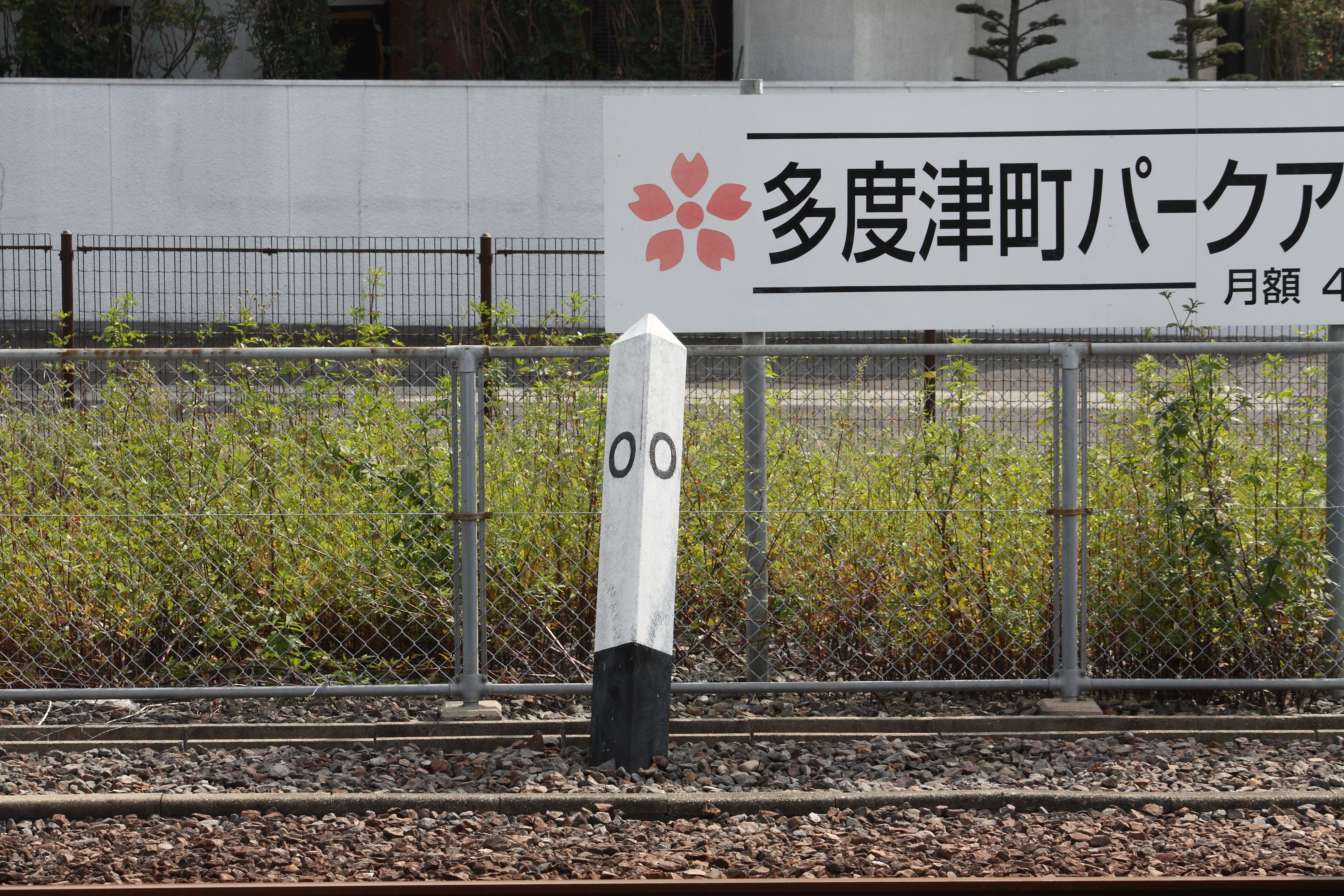
多度津駅にある土讃線0キロポスト

### 利用状況

#### 平均通過人員
各年度の平均通過人員（人/日）は以下のとおりである。
| 年度                   | 平均通過人員（人/日） | 平均通過人員（人/日） | 平均通過人員（人/日） | 平均通過人員（人/日） | 平均通過人員（人/日） | 出典   |
| 年度                   | 全線                  | 多度津 - 琴平         | 琴平 - 高知           | 高知 - 須崎           | 須崎 - 窪川           | 出典   |
| ---------------------- | --------------------- | --------------------- | --------------------- | --------------------- | --------------------- | ------ |
| 1989年度（平成元年度） | 5,199                 | 9,331                 | 4,818                 | 7,093                 | 2,447                 | [ 5 ]  |
| 2012年度（平成24年度） | 2,928                 | 5,300                 | 2,738                 | 4,056                 | 1,183                 | [ 5 ]  |
| 2013年度（平成25年度） | 2,978                 | 5,39                  | 2,781                 | 4,126                 | 1,211                 | [ 5 ]  |
| 2014年度（平成26年度） | 2,869                 | 5,257                 | 2,691                 | 3,958                 | 1,130                 | [ 5 ]  |
| 2015年度（平成27年度） | 3,010                 | 5,531                 | 2,845                 | 4,102                 | 1,162                 | [ 6 ]  |
| 2016年度（平成28年度） | 3,012                 | 5,544                 | 2,870                 | 4,045                 | 1,153                 | [ 6 ]  |
| 2017年度（平成29年度） | 3,044                 | 5,693                 | 2,928                 | 3,985                 | 1,173                 | [ 7 ]  |
| 2018年度（平成30年度） | 2,993                 | 5,614                 | 2,886                 | 3,889                 | 1,159                 | [ 7 ]  |
| 2019年度（令和元年度） | 2,803                 | 5,322                 | 2,657                 | 3,734                 | 1,108                 | [ 7 ]  |
| 2020年度（令和02年度） | 1,855                 | 3,657                 | 1,563                 | 2,934                 | 783                   | [ 8 ]  |
| 2021年度（令和03年度） | 1,917                 | 3,734                 | 1,684                 | 2,873                 | 786                   | [ 9 ]  |
| 2022年度（令和04年度） | 2,381                 | 4,556                 | 2,259                 | 3,188                 | 898                   | [ 10 ] |
| 2023年度（令和05年度） | 2,484                 | 4,919                 | 2,441                 | 3,149                 | 797                   | [ 11 ] |

#### 収支・営業系数
各年度の収支（営業収益、営業費、営業損益）、営業係数は以下のとおりである。営業係数は共通費を含んだ金額であり、2022年度（令和4年度）は営業費と営業損益についても、共通費を含んだ金額が開示されている。▲はマイナスを意味する。
| 年度                   | 収支（百万円） | 収支（百万円） | 収支（百万円） | 営業 係数 （円） | 出典   |
| 年度                   | 営業 収益      | 営業費         | 営業 損益      | 営業 係数 （円） | 出典   |
| ---------------------- | -------------- | -------------- | -------------- | ---------------- | ------ |
| 2019年度（令和元年度） | 412            | 649            | ▲238           | 158              | [ 12 ] |
| 2020年度（令和02年度） | 240            | 665            | ▲425           | 277              | [ 13 ] |
| 2021年度（令和03年度） | 253            | 599            | ▲345           | 236              | [ 14 ] |
| 2022年度（令和04年度） | 335            | 641            | ▲306           | 191              | [ 15 ] |

| 年度                   | 収支（百万円） | 収支（百万円） | 収支（百万円） | 営業 係数 （円） | 出典   |
| 年度                   | 営業 収益      | 営業費         | 営業 損益      | 営業 係数 （円） | 出典   |
| ---------------------- | -------------- | -------------- | -------------- | ---------------- | ------ |
| 2019年度（令和元年度） | 2,360          | 4,334          | ▲1,974         | 184              | [ 12 ] |
| 2020年度（令和02年度） | 1,257          | 4,182          | ▲2,925         | 333              | [ 13 ] |
| 2021年度（令和03年度） | 1,386          | 4,250          | ▲2,865         | 307              | [ 14 ] |
| 2022年度（令和04年度） | 1,949          | 4,776          | ▲2,827         | 245              | [ 15 ] |

| 年度                   | 収支（百万円） | 収支（百万円） | 収支（百万円） | 営業 係数 （円） | 出典   |
| 年度                   | 営業 収益      | 営業費         | 営業 損益      | 営業 係数 （円） | 出典   |
| ---------------------- | -------------- | -------------- | -------------- | ---------------- | ------ |
| 2019年度（令和元年度） | 787            | 1,673          | ▲886           | 213              | [ 12 ] |
| 2020年度（令和02年度） | 573            | 1,760          | ▲1,186         | 307              | [ 13 ] |
| 2021年度（令和03年度） | 594            | 1,890          | ▲1,296         | 318              | [ 14 ] |
| 2022年度（令和04年度） | 677            | 1,906          | ▲1,230         | 282              | [ 15 ] |

| 年度                   | 収支（百万円） | 収支（百万円） | 収支（百万円） | 営業 係数 （円） | 出典   |
| 年度                   | 営業 収益      | 営業費         | 営業 損益      | 営業 係数 （円） | 出典   |
| ---------------------- | -------------- | -------------- | -------------- | ---------------- | ------ |
| 2019年度（令和元年度） | 224            | 722            | ▲497           | 322              | [ 12 ] |
| 2020年度（令和02年度） | 132            | 685            | ▲553           | 519              | [ 13 ] |
| 2021年度（令和03年度） | 144            | 762            | ▲618           | 531              | [ 14 ] |
| 2022年度（令和04年度） | 180            | 752            | ▲572           | 418              | [ 15 ] |

## 沿線概況
土讃線の起点駅は多度津。予讃線高松・宇多津方面から直通する列車は、多度津からは単線の土讃線に入る。善通寺は弘法大師空海が生まれた所、琴平は右の車窓に見える象頭山中腹にある金刀比羅宮（こんぴらさん）の門前町。讃岐山脈の主稜を猪鼻トンネル（長さ3,845 m）でくぐり抜け、池田（三好市）の町を右手下方に眺めつつ東進し、中央構造線に沿って流れる吉野川（別名四国三郎）を571 mの吉野川橋梁で渡ると、今度は西に向きを変え、すぐに佃駅で徳島線と合流する。池田は中央構造線上にある町で、土讃線の線路は阿波池田 - 三縄間にある丸山トンネルの中で断層地帯を突き抜けている。
阿波池田 - 大杉間は美しい渓谷沿いを走り、四季の車窓を楽しめる区間であるが、名うての台風常襲地帯である四国山地を横断する路線として、出水・土砂崩れにしばしば見舞われる場所でもある。山間部には最大25 ‰の勾配区間や半径200 mのカーブが続く区間がある。大歩危、小歩危は絶景ポイントとして全国的に有名。しかし、近年では大歩危トンネル（大歩危 - 土佐岩原間、長さ4,179 m）を始め危険箇所をトンネル化した部分が長くなり、吉野川の清流を楽しめる区間が減ってきている。途中2か所（坪尻、新改）スイッチバック方式の駅があるが、特急列車と普通列車の一部はスイッチバックせず通過する。

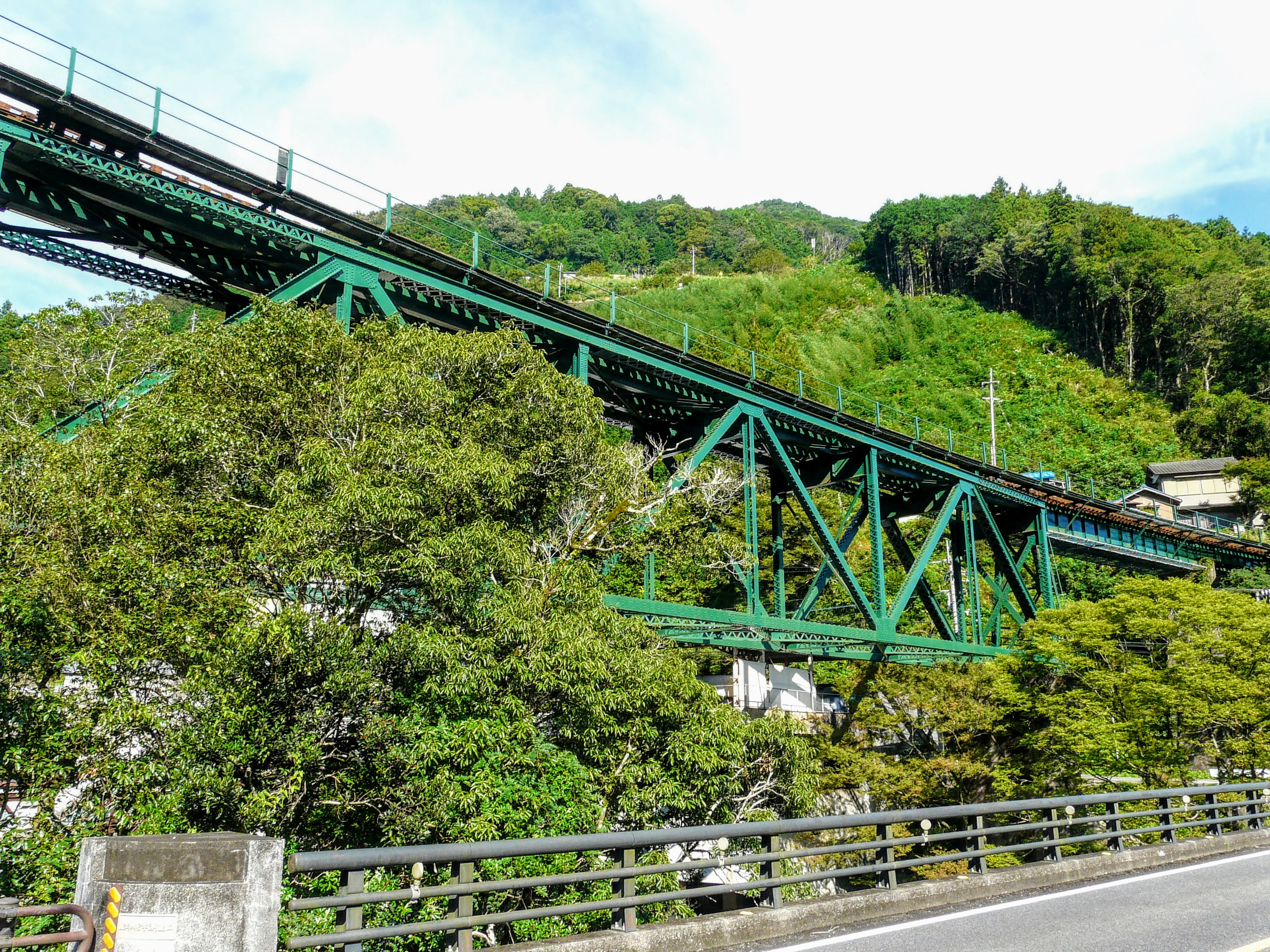
阿波川口駅 - 小歩危駅間にある白川橋梁

JR四国全路線の最高所（標高347.4 m）にある繁藤駅から山を下り始め、土佐山田駅の直前で高知平野に降りる。後免駅は南国市の中心駅、高知空港に近く、また土佐くろしお鉄道ごめん・なはり線の接続駅でもある。高知駅は高知県の鉄道交通の中心であると同時に、桂浜や高知城、江戸時代から続く土佐の日曜市などへのアクセス拠点としても機能する南四国観光の玄関口。駅正面口はとさでん交通の電停にも直結する。駅舎は2008年2月26日に高架化が完成した。
高知 - 佐川間はおおむね国道33号と並行するコースをとる。途中の伊野（いの町）は土佐和紙の生産地、そして佐川町は土佐鶴と並ぶ高知の地酒メーカー・司牡丹の酒蔵が建つ町である。佐川付近で針路を南に変えると間もなく低い峠を越え、天然の良港に面した須崎市に至る。吾桑駅は「雪割桜」で知られる桑田山の下車駅。須崎駅から先しばらくは土佐湾沿いに走るが、山が海まで迫っている地形のため、車窓は海と山とトンネルの繰り返しとなる。土佐久礼駅で海から分かれると、その先は延長9 km以上に及ぶ25‰勾配の連続区間。南国の海の陽光がはるか彼方に感じられ始めた頃、四道トンネル（長さ1,823 m）をくぐって標高約250 mの高南台地に出る。終点の窪川駅は宿毛・宇和島方面へと線路が連続しており、長大幹線の終着駅という印象は薄い。

## 運行形態

### 優等列車
山陽新幹線に接続する岡山駅 - 高知駅間の特急「南風」、高松駅 - 高知駅・中村駅・宿毛駅間の特急「しまんと」、高知駅 - 中村駅・宿毛駅間の特急「あしずり」が運転されている。「南風」では、「アンパンマン列車」として運行されるものもある。
特急「南風」は予讃線の特急「しおかぜ」とともに1972年3月15日に四国初の特急として運行を開始し、2022年に運行開始50周年を迎えた。
- 特急「南風」：岡山駅 - 高知駅間（14往復。うち、「アンパンマン列車」は5往復）
- 特急「しまんと」：高松駅 - 高知駅・中村駅・宿毛駅間（高松駅 - 高知駅間1往復、高松駅 - 中村駅間下り1本、高松駅 - 宿毛駅間上り1本）
- 特急「あしずり」：高知駅 - 中村駅・宿毛駅間（高知駅 - 中村駅間6往復、高知駅 - 宿毛駅間1往復）
- 特急「剣山」：徳島駅 - 阿波池田駅（下り4本・上り3本）当線の佃駅 - 阿波池田駅間で運転、ただし佃駅は全列車通過

#### 過去の優等列車

##### 特急列車
- 特急「剣山」：海部駅・徳島駅 - 高知駅
  - 1996年の運転開始より一部列車が高知駅まで直通していたが、2000年3月改正で阿波池田駅発着に短縮。
- 特急「ホームエクスプレス高知」「ウィークエンドエクスプレス高知」：高知駅 → 土佐山田駅・土佐山田駅 → 須崎駅間
  - 2006年12月から翌年2月まで、および2008年3月改正から2009年3月改正まで毎週金・土曜日と一部繁忙期の平日にも運転。
  - 2007年3月から2008年3月改正までは「ホームエクスプレス高知」として日曜・休日を除いた毎日運転であった。
- 特急「I LOVE しまんと」：高知駅 - 宇和島駅・松山駅間
  - 1997年7・8月は松山駅発着、10月以降は宇和島駅発着の臨時特急で、1999年11月まで運行していた。
- 特急「あい」：徳島駅 - 阿波池田駅　当線の佃駅 - 阿波池田駅間で運転、ただし佃駅は全列車通過
  - 1998年3月改正で臨時特急列車として新設。実際には毎日運転であった。翌1999年3月改正で「剣山」に編入され廃止。

##### 急行・準急列車
「南風」「南国」以外の準急列車は1966年3月の国鉄料金制度変更により急行列車化。
- 急行「黒潮」：高松駅 - 窪川駅間
  - サンロクトオ改正で新設された、土讃線初の急行列車。須崎駅 - 窪川駅間は普通列車。1965年10月改正で「南風」に編入される。
- 急行「浦戸」：高松駅 - 高知駅間
  - 「黒潮」と共にサンロクトオ改正で新設された土讃線初の急行列車。1966年10月改正で「南風」に編入される。
- 準急・急行「南風」：高松駅 - 窪川駅・土佐佐賀駅間
  - 1950年10月1日より運行を開始した、土讃線初の愛称付準急列車。当初は高松桟橋駅発着。1963年2月に気動車化されるまで、下り列車と上り「土佐1号」は四国最後の客車準急列車であった。
  - 1965年10月改正で「黒潮」を編入し急行列車化。1968年10月改正で「あしずり」に編入される。
  - 同じ急行列車でも「足摺」「土佐」と比べると一段上の存在であり、高松駅 - 高知駅間の所要時間が約3時間 - 3時間20分程度であったところ、「南風」は最速2時間39分、全列車3時間未満で走破していた。
- 急行・準急「あしずり（足摺）」：高松駅・土佐山田駅・高知駅 - 須崎駅・窪川駅・土佐佐賀駅・中村駅・宇和島駅間など
  - 1961年4月のダイヤ改正で、準急「土佐」の1往復を全区間準急運転化し、「足摺」と改称。1968年10月改正では「南風」を編入し「あしずり」と平仮名書きとなる。
  - 運行区間や運行本数は時期により多岐にわたるが、高知以西も急行運転をする列車として「土佐」とは区別されていた。
  - 1990年11月改正で特急「あしずり」に格上げ。
- 急行・準急「土佐」：高松駅 - 高知駅・須崎駅・窪川駅間など
  - 1959年9月に、高松駅 - 窪川駅間の客車準急列車として運行開始。
  - 1960年2月に1往復増発されるが、一般用のキハ52形＋キハ25形の編成ながら土讃線準急列車としては初の気動車を使用する。（同年中にキハ55系準急形気動車の使用に改められる）。
  - 上り「土佐1号」は1963年2月に下り「南風」と共に気動車化されるまで、四国最後の客車準急列車であった。
  - 一部高知以西まで直通する列車もあり、運行本数・運行区間は時期により多岐にわたるが、急行区間は専ら高松駅 -  高知駅間で、「あしずり」とは区別されていた。
  - 1990年11月改正で、特急「しまんと」に編入され廃止。
- 準急「南国」：高松駅 - 高知駅
  - 1964年10月改正で2往復が運転開始。所謂「観光団体専用列車」として運転を開始したが、1往復は毎日運転の不定期列車として、もう1往復も定期準急列車と変わらなかった模様。
  - 1965年10月改正で「土佐」に編入される。
- 急行・準急「阿佐」：小松島港仮乗降場・徳島駅 - 多度津駅・高知駅間
  - 1962年4月に、南海汽船の連絡輸送の範囲拡大に伴い、四国側の使用車両も南海電鉄が利用債を引き受けることで新設。高知 - 大阪の所要時間は宇高連絡船を利用するのとさほど変わらなかった。
  - 下り・上り「阿佐2号」には、金刀比羅宮の参拝客の誘致を目的として、キハ52形1両の多度津編成が連結され、阿波池田駅で増解結を行っていた。1963年には運転区間を松山まで延伸し、準急「いしづち」に改称される。
  - 1968年10月改正で「よしの川」に編入される。
- 急行・準急「よしの川」：小松島港仮乗降場・徳島駅 - 高知駅間
  - 1963年10月改正で新設。元々は徳島・高知の両都市間連絡列車として、小松島港に行く「阿佐」とは区別されていた。
  - 1968年10月改正で「阿佐」を編入するが、1980年10月改正で全列車が阿波池田駅発着に短縮。
  - JR化後、相次ぐ急行列車の廃止・格上げが続く中、四国最後の急行列車として運行していたが、1999年3月改正で特急「剣山」に編入され廃止。
- 急行・準急「予土」：高知駅 - 松山駅間（多度津経由）
  - 1965年6月に松山駅 - 高知駅間に新設されたが、使用車両はキハ58形1両で、全区間他の列車に併結され運転していた。
  - 登場時は上り列車の高知駅 - 阿波池田駅間は急行「浦戸」と併結していたため、この区間のみ急行列車で、他は準急列車であった。
  - 1968年10月改正で廃止。
- 急行・準急「いしづち」：小松島港仮乗降場 - 松山駅間（阿波池田・多度津経由）
  - 1963年2月に、準急「阿佐」の多度津編成を増強の上松山まで延長し、「いしづち」と改称される。運転区間の大部分を他の列車と併結され運転していた。
  - 1968年10月改正で廃止。

### 地域輸送
2025年3月改正時点では、おおむね琴平駅・阿波池田駅・高知駅で運転系統が分かれており、多度津駅 - 琴平駅間の電化区間には高松方面との直通列車が運転されている。また、後免駅 - 高知駅間には土佐くろしお鉄道ごめん・なはり線の列車が乗り入れている。全線で電車も含めてワンマン運転を行っている。
以前は、ほぼ全区間にわたってトイレを備えていない車両が充当されていたが、主力車両である1000形車両にトイレが設置されたため、この問題点は改善されている。
国鉄時代からJR化後1990年代初頭までは、高松駅 - 高知駅間直通の普通列車や高松駅 - 中村駅（中村線：現在の土佐くろしお鉄道中村線）間直通の夜行普通列車など長距離を走る普通列車が多数運転されていた。
瀬戸大橋線開業後の1988年9月からは岡山駅 - 琴平駅間直通の普通列車も運転されていたが、2019年3月16日のダイヤ改正で廃止された。

#### 多度津駅 - 琴平駅間
日中は普通列車が1時間に1 - 2本運転されている。夕方以降は快速「サンポート」（土讃線内は各駅停車）も運転される。
この区間のみ電化されており、ほとんどの列車が電車で運転されるが、区間内の一部の列車と琴平駅以南の非電化区間に直通する多度津駅 - 阿波池田駅間の普通列車（下り3本・上り1本）は気動車で運転される。
普通列車・快速「サンポート」ともに基本的には高松駅に直通するが、一部に前述の多度津駅 - 阿波池田間のほか、多度津駅 - 琴平駅間のみの運転もある。
行楽期の土曜・休日は寝台特急「サンライズ瀬戸」が高松駅 - 琴平駅間を延長運転することもあるため、平日の高松7時10分発琴平行き普通「南風リレー号」は土曜・休日に限り多度津止まりとなり、多度津駅 - 琴平駅間はダイヤを変更のうえ気動車での運転となる。なお、折り返しの琴平8時43分発多度津行きも土曜・休日は気動車での運転となる。

#### 琴平駅 - 阿波池田駅 - 土佐山田駅間
讃岐山脈・四国山地を越え、香川県・徳島県・高知県の県境を挟むこの区間は、特急列車が1時間に1本運転されているのに対して普通列車の本数が少なく、2025年3月改正時点では、琴平駅 - 阿波池田駅間は1日6往復、阿波池田駅 - 大歩危駅間は1日下り7本・上り9本（早朝の上り1本は土曜・休日運休）、大歩危駅 - 土佐山田駅間は1日4往復の運転であり、7時間以上間隔が開く時間帯がある。特にスイッチバック構造になっている坪尻駅・新改駅に関しては普通列車でも通過するものがあり、両駅に停車する列車は1日上下3本ずつのみとなっている。この区間の普通列車は阿波池田駅を境に系統分割されているが、大歩危発琴平行きが夕方に1本設定されている。
この区間の最終列車は下り・上りともに特急列車より早く運転が終了し、琴平発阿波池田行きが19時台、阿波池田発土佐山田行きが17時台（大歩危発18時台）、阿波池田発大歩危行きおよび土佐山田発阿波池田行きが19時台になっている。
2013年3月15日までは琴平発5時台からと阿波池田発20時台まで、2014年3月14日までは阿波池田発土佐山田行きが19時台（大歩危発20時）、土佐山田発阿波池田行きが21時まで、2021年3月12日までは平日・土曜日に阿波池田発大歩危行きが20時台まであった。また、2010年3月12日までは土佐山田発阿波池田行きは22時まで設定されていた。
この区間は大雨になると運転見合わせになることがある。2011年3月のダイヤ改正で、この区間のホームの嵩上げが行われ、徳島線からの乗り入れがある佃駅 - 阿波池田駅間以外の区間でも、一部列車が1000形で営業運転が行われるようになり、2016年3月のダイヤ改正で、この区間の普通列車は1000形に統一された（徳島線系統を除く）。

#### 土佐山田駅 - 高知駅 - 須崎駅間
高知市の近郊区間として、日中でも1時間に1 - 2本程度運転されている。多くの列車が高知駅で乗り換えになるが、土佐山田駅 - 伊野駅・須崎駅・窪川駅間の直通列車も設定されている。高知駅 - 伊野駅間の2往復は土曜・休日運休である。朝の上り列車に1本のみ、薊野駅・布師田駅・土佐長岡駅・山田西町駅を通過する普通列車が存在する。
土佐くろしお鉄道ごめん・なはり線の乗り入れる後免駅 - 高知駅間は運転密度が高くなる（日中で1時間2本程度）が単線のため交換待ちが多く、特急に比して所要時間のかかる列車が多い。昼間の列車は後免駅でごめん・なはり線に接続する列車もある。
2019年3月16日の改正時点では高知発須崎行き最終列車は23時台で須崎駅終着時刻が日付を跨いでいたが、2022年3月12日のダイヤ改正時点では高知発22時過ぎとなっている。
2012年3月17日のダイヤ改正で、須崎発高知行きの4時台の列車（新設）と、高知発土佐山田行きの23時台の列車（最終列車の時刻繰り下げによる）がそれぞれ設定された。なお、須崎発高知行きの4時台の列車は2020年3月14日のダイヤ改正で須崎駅 - 伊野駅間を廃止して伊野5時台後半発に変更したため、須崎始発時刻は5時台後半になった。高知発土佐山田行きの23時台の列車は2021年3月13日のダイヤ改正で廃止となった。
全列車が1000形で運行されているほか、土佐くろしお鉄道9640形がごめん・なはり線からの直通列車を中心に運行されている。キハ32形で運行される列車が高知駅 - 伊野駅間で朝に1往復あったが、2025年3月15日のダイヤ改正で運用が終了した。

#### 須崎駅 - 窪川駅間
夕方に運転される窪川発須崎行きの上り1本を除き高知方面から窪川間の直通運行となっているが、本数は1日5往復で、6時間以上運転されない時間帯がある。全列車が1000形で運行されている。
最終列車は下りが須崎発20時台であるが、上りは窪川発18時台と早い。2016年3月25日までは下りが須崎発22時台まであった。そして2013年3月15日までは須崎発下りは5時半から、窪川発上りは21時まであった。
この区間も大雨が降ると運転が見合わせになることがある。

### トロッコ列車

#### 多度津駅 - 琴平駅間
瀬戸大橋線で運転されている「瀬戸大橋アンパンマントロッコ」のうち1往復が琴平駅を発着している。

#### 琴平駅 - 大歩危駅間
1997年より行楽シーズンに阿波池田駅 - 大歩危駅間でトロッコ列車「大歩危トロッコ」の運転を開始した。その後、2015年にリニューアルを行い、3月21日より「絶景!土讃線秘境トロッコ」となった。運転区間は琴平駅 - 大歩危駅間に変更され、途中坪尻駅・阿波池田駅に停車する。使用車両はキハ185系とキクハ32形。2017年4月よりこの区間で新観光列車「四国まんなか千年ものがたり」の運転が開始されるのに伴い、「絶景!土讃線秘境トロッコ」の運転は2016年11月27日限りで終了した。

#### 高知駅 - 窪川駅間
2017年に高知県で開催されている「志国高知 幕末維新博」に合わせ、9月23日より高知駅 - 窪川駅間でトロッコ列車「志国高知 幕末維新号」の運転を開始した。運転期間は主に春・秋の行楽シーズンの土日祝日。下り列車名は「龍馬立志の巻」、上り列車名は「日本の夜明けの巻」で、キハ185系とキクハ32形を、坂本龍馬や中岡慎太郎などの偉人が描かれた幕末維新仕様に特別ラッピングして運行されていた。下り「龍馬立志の巻」車内でのみ高知産食材を使用した弁当「龍馬のお弁当」「加尾の彩り御膳」が限定販売された（要予約）。また、高知県立伊野商業高等学校キャリアビジネス科ツーリズムコース生徒や地元住民団体などによる沿線ガイド、車内販売が行われていた（特定日限定）。2018年および2019年には秋の運行開始に先立ち、高知駅 - 須崎駅間にて幕末維新号車両を使用しビールトロッコ列車も運転された。2020年春よりこの区間で新観光列車「志国土佐 時代（トキ）の夜明けのものがたり」の運転が開始されるのに伴い、「幕末維新号」の運転は2019年11月30日が最後となった。

### 観光列車

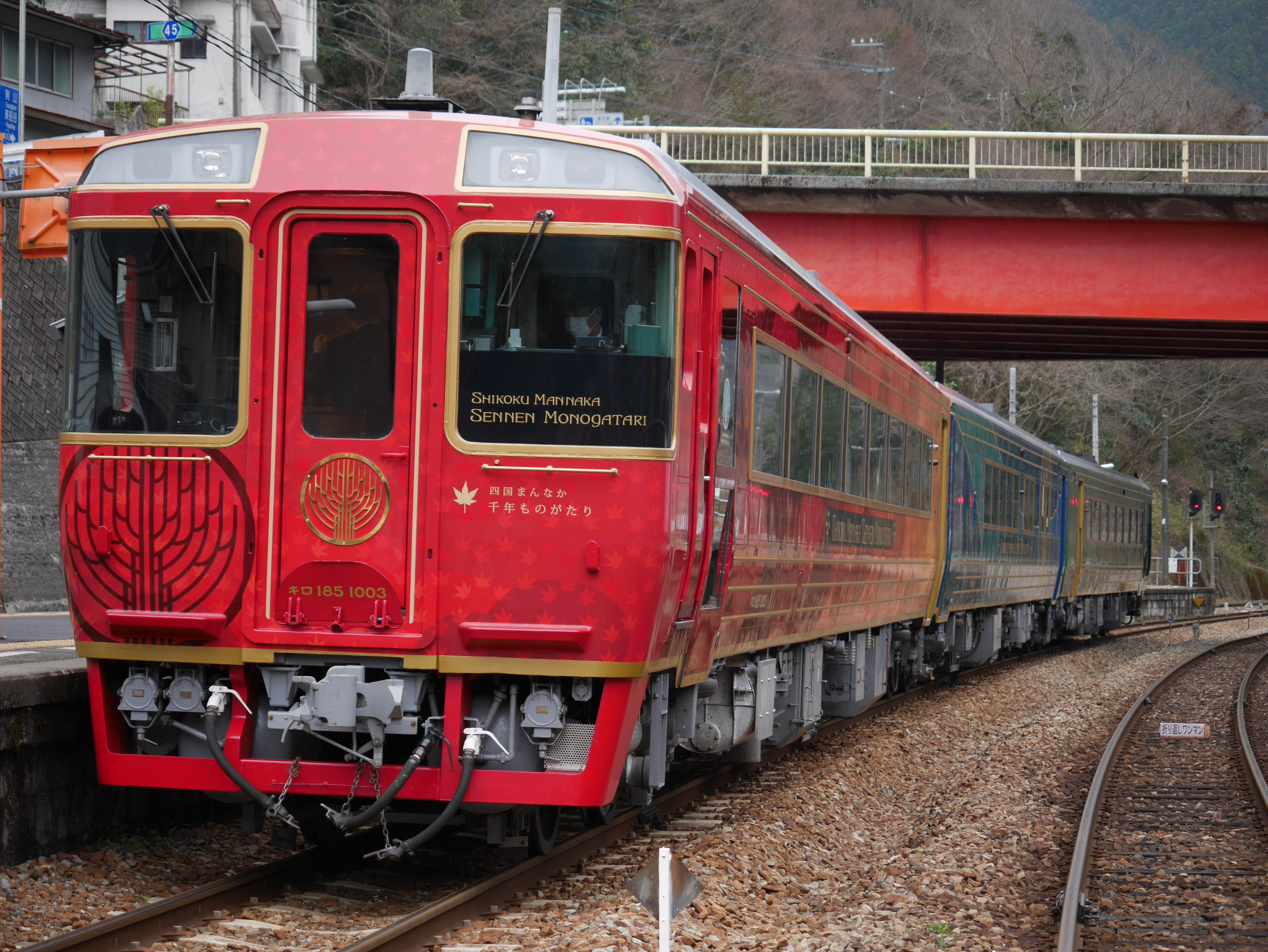
「四国まんなか千年ものがたり」（2017年3月 大歩危駅）

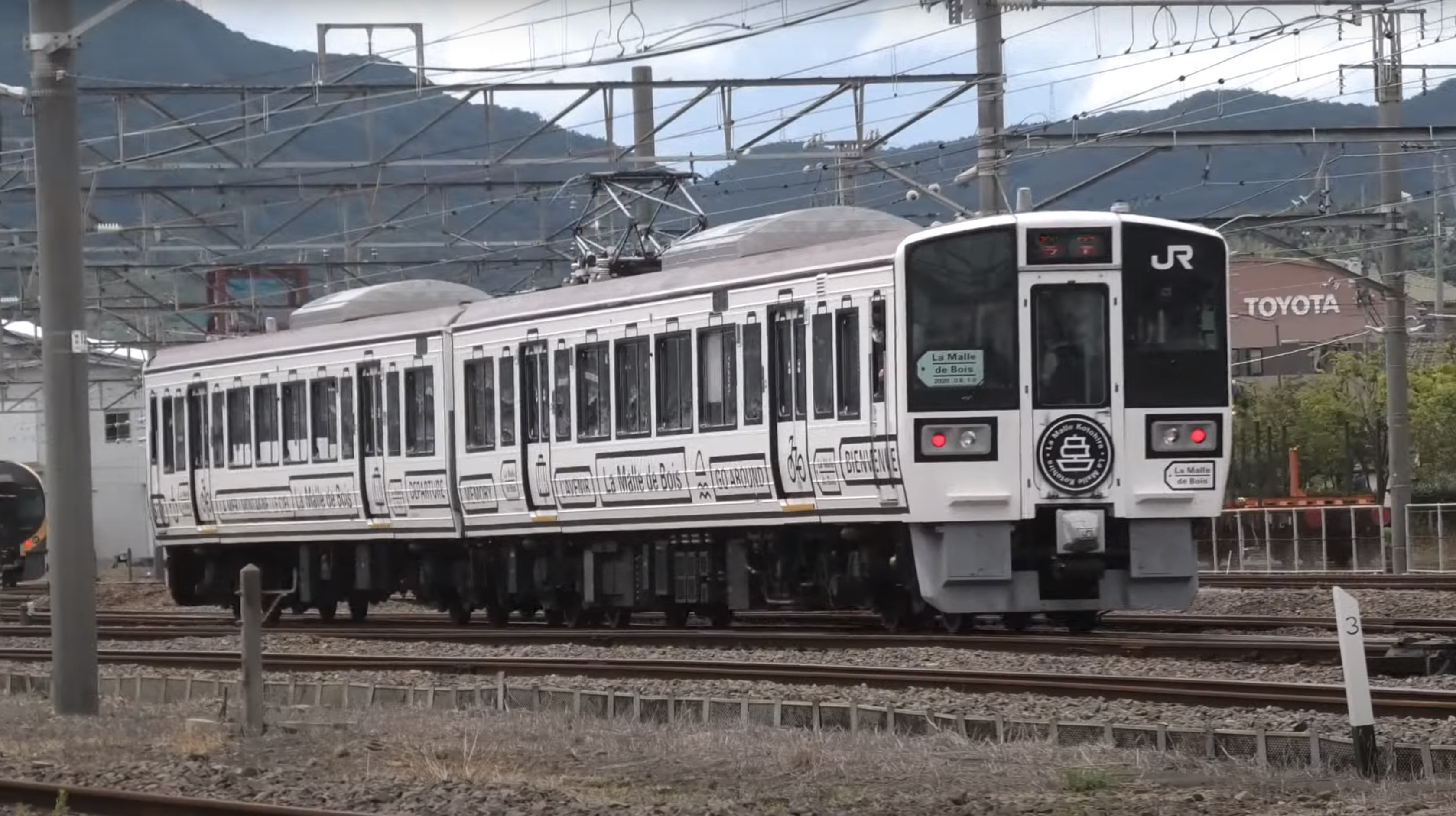
「ラ・マルことひら」（2020年8月 多度津駅）

詳細は各列車記事を参照。
四国まんなか千年ものがたり
2017年4月1日から、多度津駅・琴平駅 - 大歩危駅間で観光列車「四国まんなか千年ものがたり」が運行されている。伊予灘沿いの区間を走る予讃線（愛ある伊予灘線）の観光列車「伊予灘ものがたり」に対し、土讃線の観光列車は山と川をテーマとしている。
キハ185系気動車の改造車3両編成を使用し、土休日を中心に年間120日程度運行している。午前に運行する下り列車は「そらの郷紀行」、午後の上り列車は「しあわせの郷紀行」の愛称が付けられている。
志国土佐 時代（トキ）の夜明けのものがたり
JR四国は2019年2月、高知駅 - 窪川駅間で観光列車「志国土佐 時代の夜明けのものがたり」を2020年春から運行する予定であると発表した。コンセプトは「志をつなぐ、明日への ものがたり ミライ夢ミシ水平ノカナタヘ」。キハ185系気動車の改造車2両編成を使用し、土休日を中心に1日1往復する予定。
当初は2020年4月中旬から運行開始予定であったが、新型コロナウイルス感染症の影響で7月4日運行開始となった。
2025年3月改正現在、主に金・土・休日に運行され、高知駅発の下り列車の愛称は「立志の抄（りっしのしょう）」、窪川駅発の上り列車の愛称は「開花の抄（かいかのしょう）」である。
また期間を限定（主に春・秋の金曜日）して土佐くろしお鉄道ごめん・なはり線の奈半利駅まで乗り入れる運用もあり、愛称は高知駅発の上り列車が「煌海の抄（きらめきのしょう）」、奈半利駅発の下り列車が「雄飛の抄（ゆうひのしょう）」である。
ラ・マルことひら
2017年10月より、岡山駅 - 琴平駅間でJR西日本の観光列車「 La Malle de Bois（ラ・マル・ド・ボァ）」が「ラ・マルことひら」として運転されている。運転日は土・日を除く祝日。

## 使用車両
特記以外はJR四国所有（1987年4月以前運用終了のものは特記なければ国鉄所有）、普通（快速含む）のみ運用のものは使用種別省略。

### 現在の使用車両

#### 電車
- 6000系（多度津 - 琴平）
- 7000系（多度津 - 琴平）
- 7200系（多度津 - 琴平）
- 213系（多度津 - 琴平）：JR西日本所有。「ラ・マルことひら」に使用される。
- 285系（多度津 - 琴平）：JR西日本・JR東海所有。琴平まで臨時に延長運転される寝台特急「サンライズ瀬戸」に使用される。

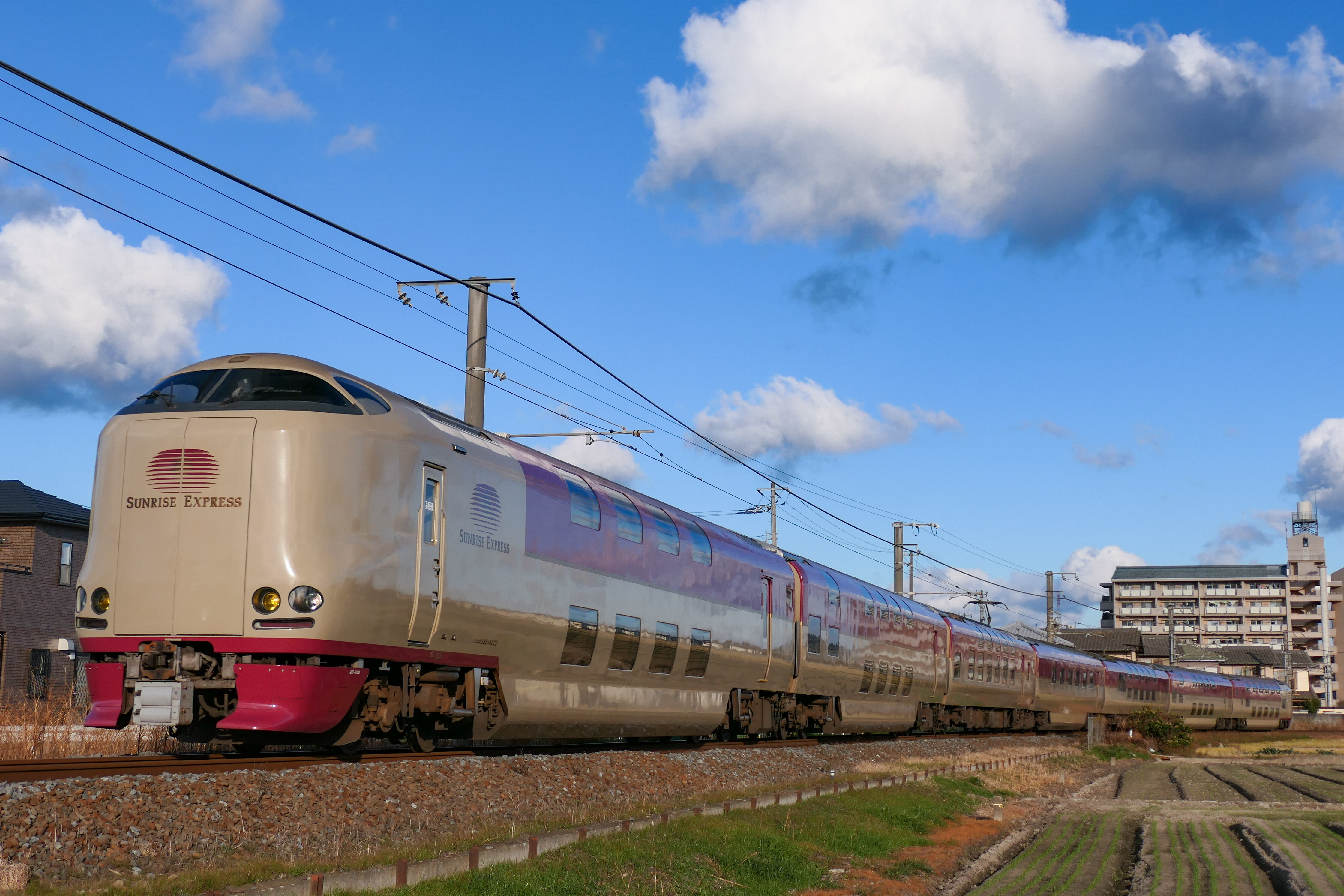
特急「サンライズ瀬戸」に使用されている285系

#### 気動車
「佃 - 阿波池田」とあるものは徳島線直通列車に使用。
- 2000系（特急「あしずり」[注釈 4]）
- 2700系（特急）：一部車両は土佐くろしお鉄道所有
- 1000形（全線）
- 1200形（佃 - 阿波池田）
- 1500形（佃 - 阿波池田）
- キハ185系（徳島線特急・特急「四国まんなか千年ものがたり」「志国土佐 時代の夜明けのものがたり」・臨時普通列車「瀬戸大橋アンパンマントロッコ」）
- キクハ32形（トロッコ列車）
- 9640形（後免 - 高知）：土佐くろしお鉄道所有

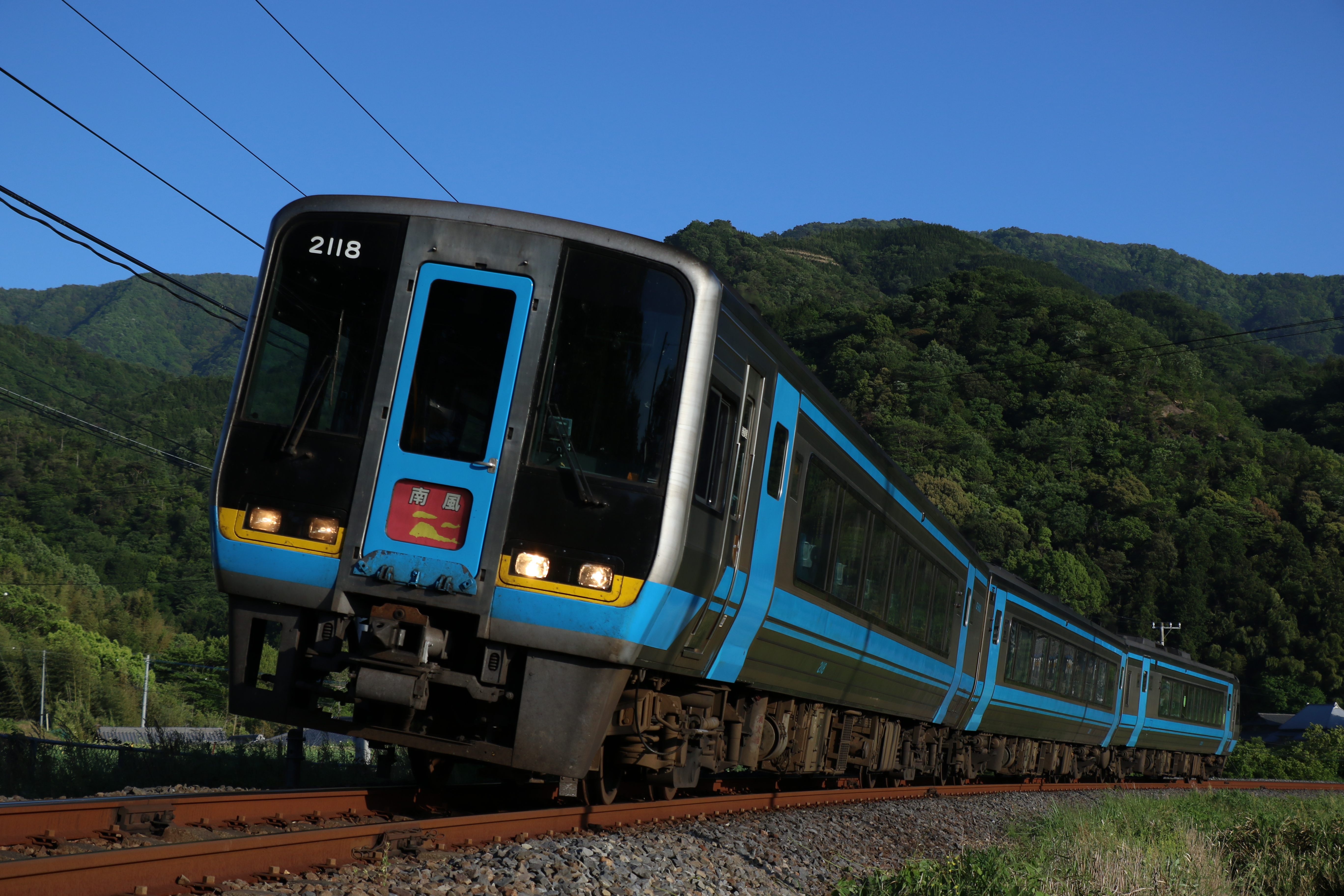
特急「南風」に使用されていた頃の2000系

### 過去の使用車両

#### 蒸気機関車
- D51形：進駐軍の命令により1949年より高知機関区に配属[39]。四国唯一のD51配置区となる。1957年当時は多度津駅 - 高知駅間の全貨物列車を牽引、一部は予讃本線高松駅まで乗り入れていた[40]。全機集煙装置・重油併燃装置付の重装備機。DF50形の配備により1960年代初頭までに他区へ転出。
- C58形：土讃線蒸気機関車の主力であり、D51形と同じく集煙装置・重油併燃装置付の重装備機。客車時代の準急「南風」の牽引の任にもあたる。徳島線直通列車以外は1969年1月12日の高知機関区さよなら運転をもって運行終了。
- 8620形：多度津駅 - 須崎駅間開通時の主力蒸気機関車。1969年で運行終了。高知機関区所属機は末期は入換機となる。
- 2800形：元・関西鉄道98形「三笠」。スイス・SLM製で車軸配置1Cのタンク機関車。高知線時代の主力機関車であった。

#### ディーゼル機関車
- DF50形：客車時代の準急「南風」「土佐」や、斗賀野駅 - 多ノ郷駅間の石灰石専用列車の牽引も行い、土讃線の主力ディーゼル機関車として多度津駅 - 須崎駅間で運用。1985年定期運行終了。
- DF40形（DF91II）：四国初の本線用ディーゼル機関車で、登場時は準急「南風」も牽引した。試作機ながら1975年まで運用された。
- DE10形：当初はDF50の入線しなかった須崎駅以西での貨物列車牽引のため500番台が投入され、後に0番台・1000番台も入線。臨時急行列車の牽引、臨時快速「ムーンライト高知」や斗賀野駅 - 多ノ郷駅間の石灰石専用列車の牽引にもあたる。2023年で運行終了。
- DD50形：DF40形の入線試験結果が芳しくなくメーカーで修理を行うことになったため、敦賀機関区より4号機が代走の形で1956年の半年間程借り入れられた[41]。

#### 電車
- 115系（多度津 - 琴平）：JR西日本所有。岡山駅 - 琴平駅間の直通普通列車に使用。2019年で運行終了。
- 113系（多度津 - 琴平）：111系の老朽取り替え用にJR東日本より経年の浅い車両を購入しリニューアル改造を行い、1999年より投入した。2019年で運行終了。
- 111系（多度津 - 琴平）：国鉄清算事業団が保有し車籍復活した車両も存在する。2001年春で運行終了。

#### 気動車
- キハ181系（特急）：1972年の特急「南風」運転開始にあたり投入。当初は四国特急用に新造車が投入され、後に中央西線の「しなの」、奥羽本線の「つばさ」の余剰車も転入。1993年で運行終了。
- キハ58系（急行・準急・普通）：1961年の製造開始より四国に配備。1972年10月までに全車冷房化[注釈 5]。末期残存車は全車JR化後に通勤改造を受けた車両であった。最末期は松山所属車が多度津駅 - 阿波池田駅間を2008年春まで、高知所属車が阿波池田駅 - 伊野駅間を2008年秋まで運行していた。
- キハ55系（急行・準急・普通）：土讃線へは1960年に準急「土佐」用としてキハ55形が投入されて以降、準急・急行運用に就く。踏切事故への対策として、四国在籍の大多数の車両には前面裾部に小型のバンパーを取り付けていた。非冷房車ながら1980年頃までは繁忙期の急行列車に増結車として連結されており、郵便・荷物改造車も急行列車に連結されていた。1985年度で定期運行終了。
- キハ52形（準急など）：新製配置時に準急「土佐」への充当や、準急「阿佐」2号の多度津編成などで使用された。1963年春に運行終了。
- キハ65形（急行・普通）：1969年の製造開始より四国に投入され、四国急行列車全車冷房化の立役者となった。末期は松山所属車が多度津駅 - 阿波池田駅間で2008年春まで運行。
- キハ54形（普通）：1990年の予讃線伊予北条駅 - 伊予市駅間の電化により高知運転所に転入したが、1000形の転配などもあり2008年から2016年春にかけて松山へ順次転出。
- キハ45形（普通）：1960年代後半の数年間、高知機関区に配置されていた。徳島線直通列車は1990年に運行終了。
- キハ40系（普通）：1980年から高知機関区にキハ40形とキハ47形が新製配置され、後に新潟地区から寒地向けのキハ47形も転入しJR化後比較的早い時期に冷房化改造が行われる。徳島線直通列車以外は1990年頃に運転終了、徳島線直通列車は2018年で運行終了。
- キハ35系（普通）：徳島配置のキハ30形およびキハ35形が徳島線直通列車運用で入線していた。1990年に運行終了。
- キハ32形（普通）：全長16m級と、新製当時の国鉄旅客車としては最小の車体であった。2025年春で運行終了[25]。
- キハ25形（準急・普通）：1960年の土讃線初の気動車準急「土佐」運転開始時に、キハ25＋キハ52の編成で運用に就いていたが、同年中にキハ55形へ置き替えられる。一部は徳島線用に残っていたが、1981年で運行終了。
- キハ20形（普通）：高知機関区には1960年に一挙15両が新製配置されるなど、四国各地で普通列車として活躍。JRに継承された車両は側窓がユニットサッシ化されるなどアコモデーションのリフレッシュが行われたが、1990年秋で運行終了。一部は水島臨海鉄道へ譲渡。
- キハ10系（急行・普通）：高知機関区にごく僅かの間キハ17が配置されていた。また、郵便・荷物改造車は急行列車にも連結されていた。1982年に運行終了。
- 機械式気動車（普通）：高知機関区にキハ41000[注釈 6]やキハ41600が配置されていた。郵便・荷物改造車も運用されていたが、液体式気動車と連結する時は総括制御ができず、トレーラー扱いで運用しなければいけなかったこともあり1966年で運用終了。

#### 客車
- 旧型客車：末期にはオハ35系・スハ43系・60系の各系列車が高松区と高知区に配置されており、元特急用のスハフ43形も運用に就いていた。最末期まで最繁忙期の臨時急行列車にも使用されていた。1985年3月で運行終了。
- 50系：日中の普通列車のほか、1985年3月より1987年10月まで、同系列唯一の定期夜行列車運用である、高松駅発高知駅行き221列車に充当された。一般車は1990年で運行終了したが、「アイランドエクスプレス四国」改造車は1999年まで運行していた。
- 12系（ムーンライト高知）：1989年8月に運転開始。最盛期は毎週末に運転されることもあったが、2009年で運行終了。客車は若桜鉄道および東武鉄道へ譲渡。
- 14系（座席車）：最繁忙期の「ムーンライト高知」の普通車指定席用として、JR西日本宮原総合運転所の車両が連結されていた。JR四国所属車は2006年のSL急行「土佐二十四万石博 一豊＆千代号」で使用された。

## 歴史
多度津駅 - 琴平駅間は1889年（明治22年）5月に讃岐鉄道により開業した。その後、山陽鉄道を経て、1906年に国有化され讃岐線となった。多度津駅 - 阿波池田駅間は讃岐線の支線として建設された。讃岐線は後に讃予線、そして予讃線と改称される。阿波池田駅 - 三縄駅間は1931年に徳島 - 阿波池田間の徳島本線を延伸して開業した。
豊永駅 - 高知駅 - 須崎駅間は高知線として建設された。そして、三縄駅 - 豊永駅間が1935年に開業したことにより、多度津駅 - 須崎駅間が土讃線となった。
その後、須崎駅から順次延伸され、中村線としての建設区間を編入し1951年に窪川駅まで全通。1963年に中村線（現在の土佐くろしお鉄道中村線）の開業により土讃本線と改称された。
1987年、民営化を前に多度津駅 - 琴平駅間が電化された。ただし、この区間は国鉄時代末期に予算不足もあり直吊架線方式で電化されたため、電車の最高速度は85km/hに制限されている。気動車は特急形2000系・2700系は最高速度120km/hで、キハ185系・1000形は110km/hで、その他の一般型気動車は95km/hで走行することができるため、電車より気動車が速く走れる区間となっている。同区間に電気機関車が入線する際は架線への負担軽減のためパンタグラフを1基のみ使用し速度制限をかけて運転される。ただし琴平駅1番線のみはシンプルカテナリー方式になっている。
JR化後、予讃線電化区間延伸とともに、土讃線も電化区間を阿波池田、高知方面へ延伸することが計画されたが、その時点では見送られた。これは、琴平以南では輸送量が激減することから投資の効果が薄いことや、山岳区間は狭小トンネルが多く架線を張りにくい状況だったことが理由であり、電化工事を行うよりも高速運転に対応した新型特急用気動車を投入した方が合理的と判断されたためである。なお、JR四国は2006年に国土交通省交通政策審議会・交通体系分科会の地域公共交通部会に提出した資料で、長期的に望まれる投資の一つに、琴平駅 - 高知駅間の電化を挙げている。

### 四国山地区間の改良工事
土讃線のうち徳島 - 高知県境区間は、地質的に三波川変成帯を横断し、吉野川や支流である穴内川に沿う急斜面に線路が敷設されたため、たびたび災害に見舞われる区間であり、特に風水害による土砂崩れ、地滑りは発生のたびに線路不通あるいは列車脱線などの運転事故を併発し、「土惨線」の異名をもって呼ばれるほどであった。
終戦直後の1945年10月に阿波川口駅 - 西宇駅（現・小歩危駅）間で発生した大規模な地滑りの恒久的対策として、1950年11月に山城谷トンネル経由の新線へ切り替えられたのを皮切りに、1954年3月には豊永駅 - 土佐穴内駅間の西屋敷トンネルが変状のため土佐穴内駅の移設を含め和田トンネル経由の新線へ、1956年8月には大歩危駅 - 土佐岩原駅間の防災対策として周志トンネル経由の新線へと切り替えられた。
1962年2月には土佐岩原駅 - 豊永駅間の鯉ヶ淵避岩隧道付近で3回に渡る土砂崩壊が起き、特に3回目は土讃線開通以来の大規模な崩壊となり、鯉ヶ淵避岩隧道が圧壊の上吉野川に転落埋没、付近の鯉ヶ淵橋梁も橋桁1連落下、橋台・橋脚各1基破損し、隧道内で線路警戒に当たっていた監視員2名が死亡する被害となったため、恒久的対策として大志呂トンネルの建設に着手、翌1963年4月に切り替えられた。
また1962年5月には、土讃線における落石・土砂崩壊などの実態を把握し、災害防止対策の基本方針を審議するとともに、その成果を国鉄全線の指針とすべく、島秀雄技師長を委員長とする土讃線防災対策委員会が国鉄本社に設置され、1964年には大歩危駅 - 土佐岩原駅間および大杉駅 - 角茂谷駅間で抜本的な対策が必要であるという答申が行われた。この答申に基づいて1966年に大歩危駅 - 土佐岩原駅間の工事が開始され、1968年に大歩危トンネルが開通した。大杉駅 - 大王信号場間でも工事が進み、1973年に大杉トンネル経由の新線に切り替えられた。
そんな中で1972年には繁藤災害が発生し、60人もの死者行方不明者が出る事態となった。この災害によってさらなる防災機能強化が求められ、1973年には香川大学の斎藤実農学部長を委員長とする四国総局防災対策委員会が国鉄四国総局内に設置された。1975年には同委員会によって報告書がまとめられ、この中で大杉駅 - 大王信号場間にトンネルを新設する必要があると指摘された。防災強度を高めるため、穴内川の左岸側に大豊トンネルを新設し、右岸側から移設する工事が行われた。新規敷設区間は最小曲線半径600メートル、最急勾配14パーミルとなり、穴内川を二度渡るためトンネルの両端には大杉方に第四穴内川橋梁が、角茂谷側に第三穴内川橋梁が整備された。新線は1986年3月3日から使用開始となり、これに併せて土佐北川駅と大王信号場の機能が統合され、第三穴内川橋梁内部に移設された。
| 区間                    | 新設トンネル名 | 切替年月日     | 変更事由                    | 備考                                                                 |
| ----------------------- | -------------- | -------------- | --------------------------- | -------------------------------------------------------------------- |
| 阿波川口駅 - 小歩危駅間 | 山城谷トンネル | 1950年11月4日  | 災害復旧・防災対策          |                                                                      |
| 大歩危駅 - 土佐岩原駅間 | 大歩危トンネル | 1968年11月25日 | 防災対策                    | 土讃線防災対策委員会指摘箇所                                         |
| 大歩危駅 - 土佐岩原駅間 | 周志トンネル   | 1956年8月25日  | 防災対策                    |                                                                      |
| 土佐岩原駅 - 豊永駅間   | 大志呂トンネル | 1963年4月5日   | 防災対策                    |                                                                      |
| 大田口駅 - 大杉駅間     | 和田トンネル   | 1954年3月30日  | 防災対策 西屋敷トンネル変状 | 土佐穴内駅移転                                                       |
| 大杉駅 - 大王信号場間   | 大杉トンネル   | 1973年2月26日  | 防災対策                    | 土讃線防災対策委員会指摘箇所                                         |
| 大杉駅 - 角茂谷駅間     | 大豊トンネル   | 1986年3月3日   | 防災対策                    | 四国総局防災対策委員会指摘箇所 土佐北川駅移転・橋上化 大王信号場廃止 |

### 年表

#### 多度津駅 - 三縄駅間（讃岐線→讃予線→予讃線・徳島本線）
- 1889年（明治22年）

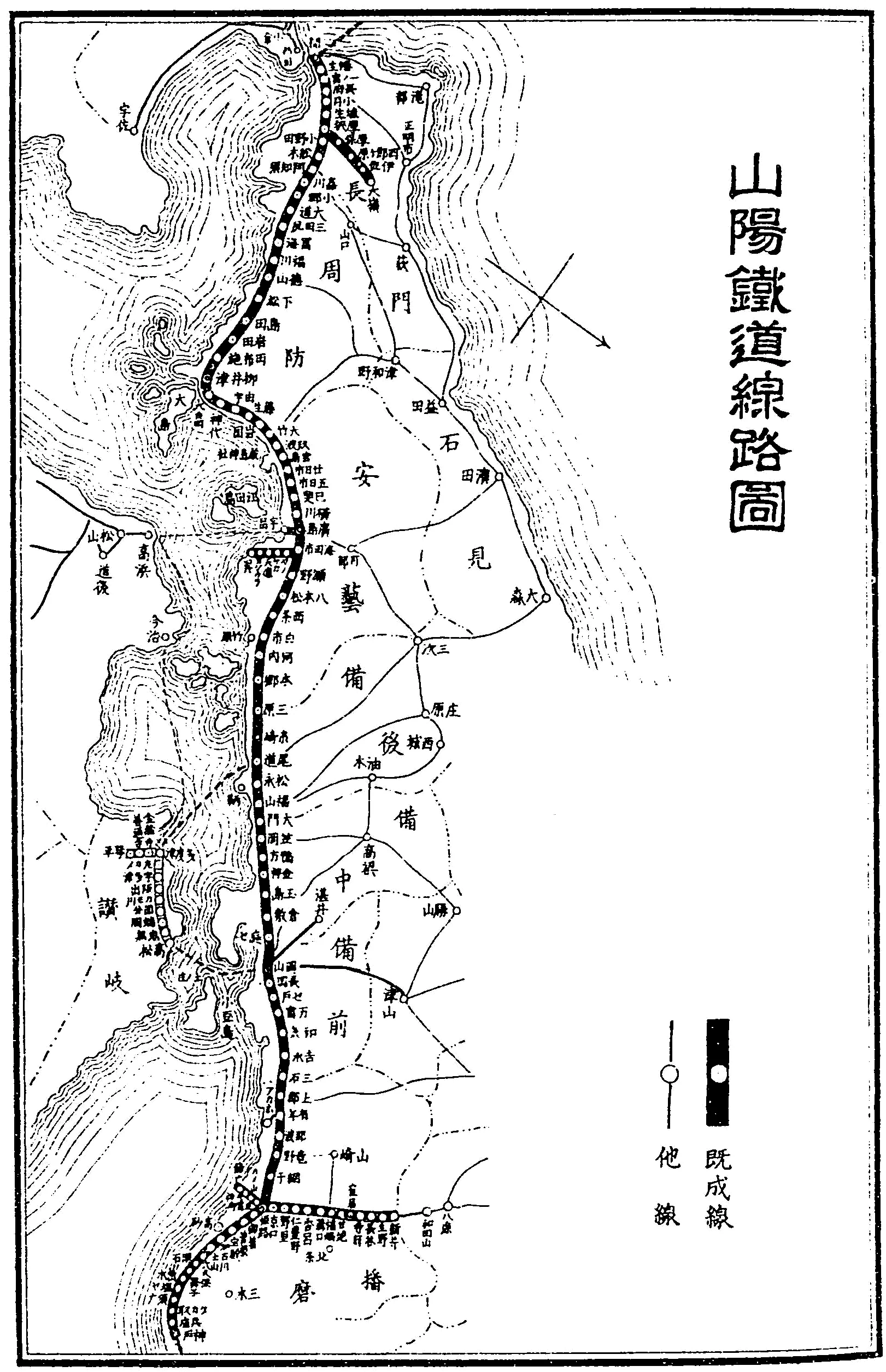
山陽鉄道株式会社 1906年の路線図。買収した讃岐鉄道会社線も掲載されている。

  - 5月23日：讃岐鉄道により丸亀駅 - 多度津駅 - 琴平駅間が開業[49]。
  - 6月15日：吉田駅を善通寺駅に改称。
- 1896年（明治29年）10月6日：金蔵寺駅が開業[49]。
- 1904年（明治37年）12月1日：山陽鉄道が讃岐鉄道を買収[50]。
- 1906年（明治39年）12月1日：山陽鉄道を国有化[50]。
- 1909年（明治42年）10月12日：国有鉄道線路名称制定。高松駅 - 多度津駅 - 琴平駅間を讃岐線とする[50]。
- 1913年（大正2年）12月20日：多度津駅が移転し、同駅でのスイッチバックが解消。
- 1914年（大正3年）3月25日：徳島本線の川田駅 - （佃） - 阿波池田駅間が開業[50]。
- 1923年（大正12年）
  - 5月21日：琴平駅 - 讃岐財田駅間が開業[51]。琴平駅が移転。
  - 10月6日：讃岐線を讃予線に改称[51]。
- 1929年（昭和4年）4月28日：讃岐財田駅 - 佃信号場間が開業。徳島本線の辻駅 - 阿波池田駅間に佃信号場が開設[52]。
- 1930年（昭和5年）4月1日：讃予線を予讃線に改称[52]。
- 1931年（昭和6年）9月19日：徳島本線として阿波池田駅 - 三縄駅間が開業[53]。

#### 三縄駅 - 須崎駅間（高知線）
- 1924年（大正13年）
  - 3月30日：高知線の須崎駅 - 日下駅間が開業。須崎機関庫開設[51]。
  - 10月25日：佐川駅が開業[52]。
  - 11月15日：日下駅 - 高知駅間が開業[52]。
- 1925年（大正14年）
  - 11月1日：須崎機関庫廃止、高知機関庫を設置[52]。
  - 12月5日：高知駅 - 土佐山田駅間が開業[52][54]。
- 1928年（昭和3年）11月27日：佐川駅 - 斗賀野駅間で、下り第131混合列車（2800形蒸気機関車＋客車6両・貨車3両）の貨車1・2両目が連結の不完全により分離、1kmほど進行して機関士が気付き退行するも、速度の出し過ぎにより止まりきれず分離した編成に衝突。旅客19名・職員1名負傷、客車3両・貨車2両小損[55]。
- 1930年（昭和5年）
  - 4月1日：後免駅 - 高知駅間に、同日安芸駅まで開業した高知鉄道（後の土佐電気鉄道安芸線、現・廃止）の列車が1日7往復乗り入れる[56]。
  - 5月30日：8時頃、土佐一宮駅 - 高知駅間で、高知鉄道の安芸駅行き列車（高知鉄道3号機＋客車3両）の機関車と客車1両が脱線転覆、客車1両が脱線。機関士が死亡、機関助士と乗客数名が負傷。原因は線路北側の国道を走るオートバイと競争し速度超過によるものであったが、枕木が腐り犬釘が外れ、軌間が開いていたとの証言もある[57]。
  - 6月21日：土佐山田駅 - 角茂谷駅間が開業[52]。
- 1932年（昭和7年）12月20日：角茂谷駅 - 大杉駅間が開業[53]。
- 1934年（昭和9年）10月28日：大杉駅 - 豊永駅間が開業[53]。
- 1935年（昭和10年）11月28日：三縄駅 - 豊永駅間が開業（旧高知線区間が多度津側と一続きになる）[53][58]。予讃本線多度津駅 - 阿波池田駅間、徳島本線阿波池田駅 - 三縄駅間および高知線を併合し、多度津駅 - 須崎駅間を土讃線とする[53]。天坪駅 - 土佐山田駅間に新改信号場開設。

#### 須崎駅 - 窪川駅間（土讃線改称後）
- 1939年（昭和14年）11月15日：須崎駅 - 土佐久礼駅間が開業[59]。
- 1941年（昭和16年）10月1日：豊永駅 - 大田口駅間で、上り第158準混合列車[注釈 8]（8620形68648号機＋客車1両・貨車11両）の機関車および客車1両・貨車8両が崩壊した築堤より吉野川に落下し、死者6 - 7名、負傷者2名を出す惨事になる[60][61][62][注釈 9]。
- 1942年（昭和17年）6月20日：吾桑駅 - 須崎駅間に多ノ郷信号場が開設[59]。
- 1945年（昭和20年）
  - 9月1日：多ノ郷信号場が廃止[63]。
  - 10月3日：阿波川口駅 - 西宇駅間で大雨による地滑りが発生。5日、8日にも地滑りが発生し、路盤・擁壁の沈下・破壊、橋台・橋脚の変状により8日より運転休止。11月2日仮復旧[64][65]。
- 1946年（昭和21年）
  - 7月10日：多ノ郷信号場が再開設[63]。
  - 12月21日：昭和南海地震による津波・高潮により、吾桑駅 - 須崎駅間で路盤950m流失、橋桁1連流出。本格復旧は翌年3月18日[66][67]。
- 1947年（昭和22年）
  - 6月1日：新改信号場、多ノ郷信号場が駅に変更され、新改駅、多ノ郷駅が開業[68]。
  - 10月20日：土佐久礼駅 - 影野駅間が開業。同区間に笹場信号場を設置[68]。
- 1949年（昭和24年）8月1日：土佐久礼駅 - 影野駅間の笹場信号場が廃止[69]。
- 1950年（昭和25年）
  - 1月10日：坪尻信号場、佃信号場が駅に変更され、坪尻駅、佃駅[注釈 10]が開業[69]。
  - 3月22日：昭和天皇の四国・淡路島御巡幸のため、影野駅→高知駅間に旧1号御料車編成によるお召列車を運転。C58 335+C58 104の重連で牽引。途中、土佐久礼駅・須崎駅・西佐川駅・伊野駅にて駅前奉迎のため各5分間停車[70]。
  - 10月1日：西宇駅を小歩危駅に、阿波赤野駅を大歩危駅に改称。準急「南風」の運転開始[71]。
  - 11月4日：阿波川口駅 - 小歩危駅間を山城谷トンネル（長さ2,178m）経由の新線に切り替え[71]。
- 1951年（昭和26年）11月12日：影野駅 - 窪川駅間が開業し、全線開通[71][72]。

#### 全通後
- 1952年（昭和27年）
  - 1月27日：山田西町駅が開業[73]。
  - 3月23日：天坪駅 - 土佐山田駅間にて、重油併燃運転開始[73]。
  - 4月15日：布師田駅、薊野駅が開業[73]。
  - 5月1日：土佐長岡駅が開業[73]。
- 1953年（昭和28年）10月23日：第8回国民体育大会御出席のため、松山駅→高知駅間（多度津駅経由）で旧1号御料車編成によるお召列車を運転。C58 295牽引。翌24日には高知駅→徳島駅間（徳島本線経由）で運転（牽引機はC58 339）[74]。
- 1954年（昭和29年）
  - 3月30日：大田口駅 - 大杉駅間を和田トンネル（長さ1,198m）経由の新線に切り替え、土佐穴内駅を新線上に移転[73][75][76]。
  - 6月1日：讃岐財田駅 - 坪尻駅間を8.0キロメートルから8.2キロメートルに、坪尻駅 - 箸蔵駅間を3.2キロメートルから3.3キロメートルに、それぞれ改キロ[77]。
  - 7月28日：新改駅 - 土佐山田駅間の新楠トンネル内で、高知駅発多度津駅行き上り貨物列車の牽引機の排気した煤煙と蒸気が機関室に充満し、機関士と機関助士が呼吸困難となり現場に約14分立ち往生、逆行運転で土佐山田駅に引き返すも乗務員は顔や腕に約2週間の火傷を負う。国鉄高知管内では初めての窒息事故[78][79]。
  - 9月7日：天坪駅 - 新改駅間の大峯トンネル内で、台風の影響による逆風のため高知駅発上り貨物164列車の牽引機の排気した煤煙と蒸気が機関室に充満し、機関士と機関助士が呼吸困難となり現場に約2分立ち往生、機関士が腕に軽い火傷を負い天坪駅を約11分遅れで発車[80]。
- 1956年（昭和31年）
  - 5月12日：電気式ディーゼル機関車による運転開始[81]（当初は敦賀機関区より借入のDD50形が[82]、10月頃よりDF40形が牽引の任にあたる[83]）。
  - 8月25日：大歩危駅 - 土佐岩原駅間を周志トンネル（長さ860m）経由の新線に切り替え[81][84][85]。
  - 12月15日：新改駅を「しんかい」から「しんがい」に呼称変更[81]。
- 1957年（昭和32年）9月11日：1時57分頃、小歩危駅 - 大歩危駅間で高松桟橋駅発高知駅行き下り貨物1169列車（D51 1129号機+貨車20両）が崩壊した土砂に乗り上げ、機関車と貨車3両が脱線転覆[62]。
- 1960年（昭和35年）
  - 5月24日：チリ地震津波により、多ノ郷駅 - 須崎間において約500mにわたり道床が流失、須崎駅がホーム上まで浸水。吾桑駅 - 須崎駅間でバス代行輸送、翌々日復旧[86]。
  - 8月20日：岡花駅が開業[87]。
  - 10月1日：土佐北川駅、襟野々駅、大間駅が開業[87]。
- 1961年（昭和36年）
  - 4月15日：六反地駅が開業[88]。
  - 10月1日：サンロクトオ白紙ダイヤ改正。黒川駅が開業[88]。土讃線初の急行「黒潮」「浦戸」運転開始。
  - 12月15日：入明駅が開業[88]。
- 1962年（昭和37年）
  - 2月13日：土佐岩原駅 - 豊永駅間で土砂崩壊のため不通[88]。17日にも同じ箇所で土砂崩壊。
  - 2月20日：13日、17日と同じ箇所で、約6万立方メートルの大規模な土砂崩れが発生。直下の鯉ヶ淵避岩隧道が吉野川に圧壊の上転落埋没、鯉ヶ淵橋梁の橋桁1連落下および橋脚・橋台各1基破損、線路が約120ｍにわたって埋没した。作業員2名が死亡。同年3月26日に仮復旧[89][90]。
- 1963年（昭和38年）
  - 4月5日：土佐岩原駅 - 豊永駅間を大志呂トンネル（長さ675m）経由の新線に切り替え[91][92]。
  - 4月9日：1時18分頃、大歩危駅構内で、高松駅発高知駅行き下り189貨物列車（DF50+貨車32両）の機関車と窪川駅発高松駅行き上り134普通列車（DF50+客車6両）の客車3・4両目が衝突、4両目客車が大破し旅客4名が軽傷。貨物列車の機関士が小歩危駅と錯覚した上に意識朦朧となり場内信号機を冒進したことが原因[93]。
  - 10月1日：天坪駅を繁藤駅に改称[94]。
  - 12月18日：中村線開業により、土讃線を土讃本線に改称。
- 1964年（昭和39年）
  - 10月1日：波川駅、円行寺口駅が開業。大杉駅 - 土佐北川駅間に大王信号場開設[95]。
  - 11月22日：22時26分頃、繁藤駅構内で高知駅発多度津駅行き上り188貨物列車（DF50＋貨車29両）が通過の際、20 - 25両目貨車が脱線、うち2両が転覆した[96][97]。
- 1965年（昭和40年）4月1日：小歩危駅 - 高知駅間にATS-Sを導入[98]。
- 1967年（昭和42年）
  - 3月1日：多度津駅 - 阿波池田駅間をCTC化[99][100]。
  - 7月1日：阿波池田駅 - 高知駅間をCTC化[99][101]。
- 1968年（昭和43年）11月25日：大歩危駅 - 土佐岩原駅間を大歩危トンネル（長さ4,180m）経由の新線に切り替え[102][103]。
- 1972年（昭和47年）
  - 3月15日：四国初の特急「南風」の運行を開始[104]。
  - 7月5日：繁藤駅北側の追廻山で約10万立方メートルにおよぶ土砂崩れが発生し、駅3番線に停車中の高知駅発高松駅行き224列車（DF50 45号機+客車4両）[注釈 11]のうち機関車と客車2両、駅構内留置中の貨車2両および保線用機器を直撃。国鉄職員4名を含む60名が死亡。23日間不通になる（繁藤災害）[105]。
  - 7月28日：繁藤駅構内を仮設線で仮復旧し24日ぶりに復旧。ただし1番線のみの応急開通で暫定ダイヤが組まれる[106][107]。
  - 8月11日：繁藤駅2番線が復旧し、行き違いとCTC装置の使用が可能となるも一部暫定ダイヤが組まれる[108]。3番線の復旧は10月14日。
- 1973年（昭和48年）2月26日：大杉駅 - 大王信号場間を大杉トンネル（長さ2,583m）経由の新線に切り替え[104]。
- 1976年（昭和51年）9月27日：7時30分頃、豊永駅構内で高知駅発多度津駅行き上り貨物列車（DF50形重連+貨車12両）が安全側線に突入、機関車2両が脱線[109]。
- 1978年（昭和53年）5月22日：第29回全国植樹祭および高知県行幸のため、高知駅 - 中村駅間に新1号御料車編成によるお召列車を運転。高知機関区のDE10 563+DE10 1037の重連で牽引。復路は24日（牽引機同じ）[110]。
- 1980年（昭和55年）10月1日：四国内急行列車のグリーン車を廃止、座席等はそのままに普通車指定席車両に格下げ。
- 1982年（昭和57年）1月末：旭駅 - 朝倉駅間の鏡川橋梁が、鏡川の防災工事により架け替え[111]。
- 1984年（昭和59年）
  - 2月1日：多ノ郷駅 - 窪川駅間の貨物営業を廃止[112]。
  - 10月6日：9時20分頃、琴平駅 - 塩入駅間の踏切で、高松駅発高知駅行き急行「土佐」3号（キハ58系2両編成）と木材運搬中のトレーラーが衝突し1両目が脱線、7名が軽傷を負う。トレーラーの右後輪が脱輪したのが原因[113]。
- 1986年（昭和61年）
  - 3月3日：土佐北川駅付近を大豊トンネル（長さ2,067m）経由の新線に切り替え[114]、土讃線の営業キロを198.9kmから198.7kmに改正。土佐北川駅が橋梁上に移転。大王信号場が廃止[114][115]。
  - 11月：高知駅 - 窪川駅間をCTC化。
  - 11月1日：高知商業前駅、枝川駅が開業[115][116]。
- 1987年（昭和62年）
  - 3月23日：多度津駅 - 琴平駅間が電化される[115][117]。

#### 民営化以後
- 1987年（昭和62年）
  - 4月1日：国鉄分割民営化により四国旅客鉄道に承継。日本貨物鉄道が多度津駅 - 多ノ郷駅間の第二種鉄道事業者となる。
- 1988年（昭和63年）
  - 4月10日：土佐山田駅 - 窪川駅間でワンマン運転開始[118]。
  - 6月1日：線路名称改正により土讃線に改称。
- 1989年（平成元年）
  - 3月11日：多度津駅 - 阿波池田駅間・土佐山田駅 - 高知駅間を高速化（最高速度120km/h）。2000系試作車「TSE」が臨時列車として運行開始。
  - 5月19日：四国鉄道発祥100周年を記念して、多度津駅 - 琴平駅間に「SLどっきん号」（C56 160号機+旧型客車+マイテ49 2）が28日まで1日3往復運転される。
  - 7月1日：阿波池田駅 - 土佐山田駅間を高速化（最高速度120km/h）。
  - 8月1日：京都駅 - 高知駅間に、臨時夜行快速「ムーンライト高知」が運行を開始。
- 1990年（平成2年）
  - 3月10日：阿波池田駅 - 土佐山田駅間でワンマン運転開始[118]。
  - 11月21日：高知駅 - 窪川駅間高速化（最高速度120km/h、一部区間110km/h）。
- 1992年（平成4年）
  - 3月14日：琴平駅 - 阿波池田駅間でワンマン運転開始[118][119]。
  - 10月1日：日本貨物鉄道の第二種鉄道事業（高知駅 - 多ノ郷駅間）を廃止。
- 1993年（平成5年）3月18日：多度津駅 - 琴平駅間でワンマン運転開始。
- 1998年（平成10年）
  - 9月24日：台風7号や高知豪雨による記録的大雨に伴う盛土崩壊・切取崩壊・道床流出などにより[120][121]、阿波池田駅 - 窪川駅間が不通となる[122]。
  - 9月25日：阿波池田駅 - 大歩危駅間の一部普通列車および高知駅 - 窪川駅間で運転を再開[122]。多度津駅 - 高知駅間に代行バスを運行[123]。
  - 9月26日：大歩危駅 - 大杉駅間で一部普通列車の運転を再開[122]。阿波池田駅 - 高知駅間（阿波池田駅 - 大杉駅間は国道32号線、大杉駅 - 高知駅間は高知自動車道経由）および土佐山田駅 - 高知駅間に代行バスを運行[123]。
  - 9月28日：大杉駅 - 繁藤駅間で一部普通列車の運転を再開[122][124]。
  - 10月5日：土佐山田駅 - 高知駅間で全普通列車の運転を再開[122][125]。土佐山田駅 - 高知駅間の代行バス運行終了[123]。
  - 10月31日：阿波池田駅 - 大杉駅間で特急列車の運転を再開[122]。また代行バスも「高知リレーバス」として大杉駅 - 高知駅間（高知自動車道経由）の運行に変更[123]。
  - 12月25日：軽量盛土工法を用いて復旧を行い[126]、繁藤駅 - 土佐山田駅間が始発より運転再開[122][127]。高知リレーバス運行終了[123]。
- 2000年  (平成12年)
  - 1月27日：5時25分頃、大歩危駅 - 土佐岩原駅間で高知保線区の作業車両が脱線、約3時間後に運転再開するも特急など一部列車が運休。トンネルを出た直後に積雪に乗り上げたことが原因とみられる[128]。
  - 10月14日：特急「南風」でアンパンマン列車が運行開始。
- 2001年（平成13年）
  - 2月6日：16時58分ごろ。土佐久礼駅 - 影野駅間で起きた土砂崩れに、窪川行き普通列車が乗り上げ脱線する事故が発生[129]。翌日夜に復旧する[129]。
  - 11月23日：JR四国の四国再発見キャンペーン「土佐五十三次くろしお紀行」の中心的イベントとして、土佐山田駅 - 高知駅間に「SL土佐龍馬号」（C56 160号機+アイランドエクスプレス四国II+マイテ49 2）が25日まで1日3往復運転。高知駅へのSL（蒸気機関車）入線は約33年ぶり。
- 2002年（平成14年）3月23日：高知駅高架化事業により、高知運転所が高知駅構内より布師田駅西方へ移転。
- 2005年（平成17年）4月1日：日本貨物鉄道の第二種鉄道事業（多度津駅 - 高知駅間）を廃止。
- 2006年（平成18年）11月23日：大河ドラマ「功名が辻」の放送に合わせて開催された博覧会「土佐二十四万石博」のイベントとして、高知駅 - 須崎駅間にSL急行「土佐二十四万石博 一豊＆千代号」（C56 160号機+14系座席車4両+DE10 1138号機[注釈 12]）が26日まで1日1往復運転。
- 2008年（平成20年）
  - 2月26日：薊野駅 - 高知駅 - 旭駅間の4.1kmおよび高知駅・入明駅・円行寺口駅の3駅を高架化し、11箇所の踏切を廃止。高知駅に四国旅客鉄道初の自動改札機を設置。
  - 3月15日：小村神社前駅が開業。
- 2009年（平成21年）5月23日：DE10形のプッシュプル運転「讃岐鉄道120周年記念号」を運行。「讃岐鉄道120周年記念号」として運行した、DE10形プッシュブルと、12系客車
- 2011年（平成23年）

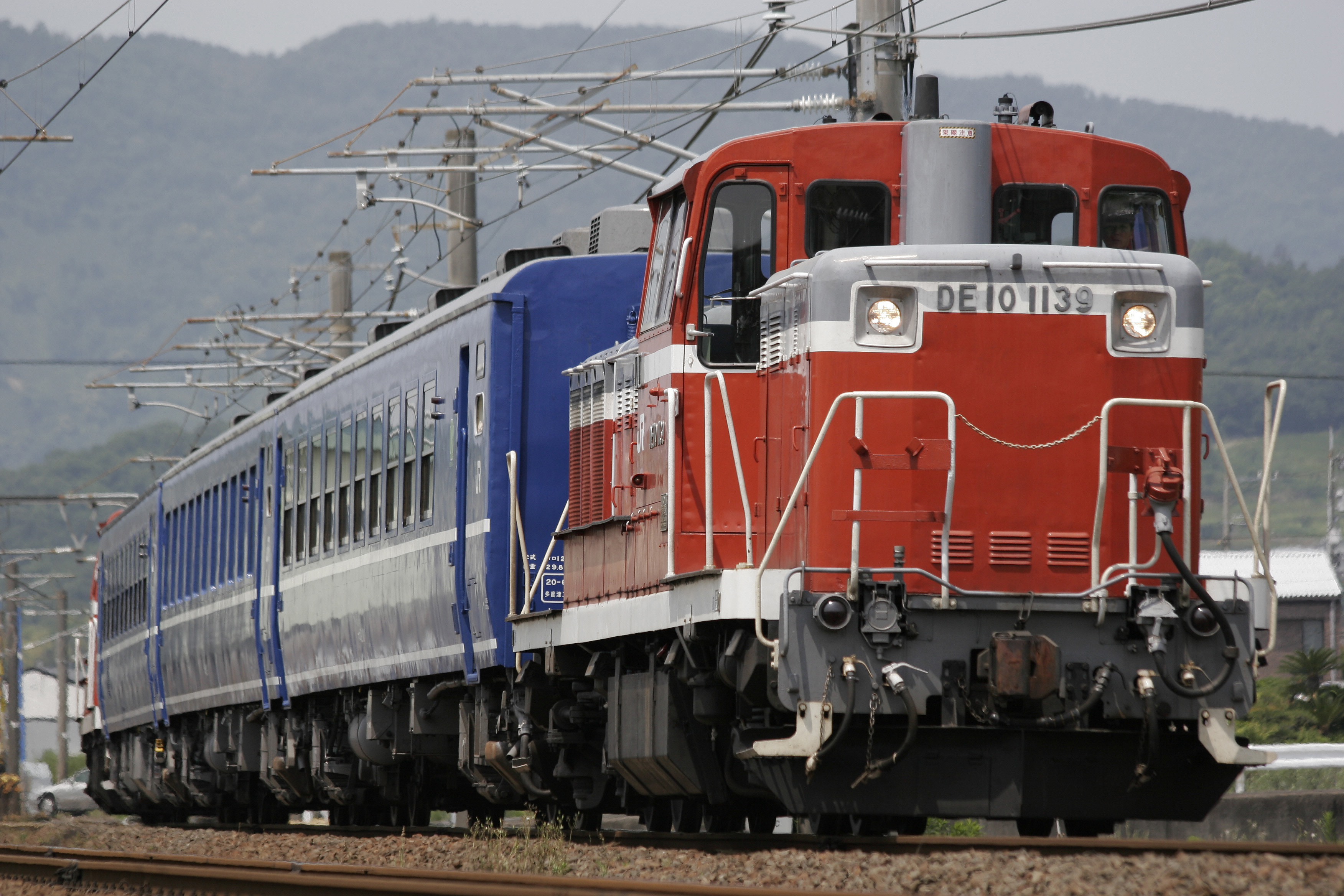
「讃岐鉄道120周年記念号」として運行した、DE10形プッシュブルと、12系客車

  - 3月11日：東北地方太平洋沖地震による津波警報発表により、後免駅 - 窪川駅間で列車の運転を見合わせ。津波警報の解除により13日始発より運転再開。
  - 3月12日：ダイヤ改正により、ホーム嵩上げが完了した琴平駅 - 土佐山田駅間で1000形の運行を開始。
- 2014年（平成26年）
  - 8月2日：台風12号による大雨の影響で琴平駅 - 窪川駅間が不通となる[130]。
  - 8月4日：琴平駅 - 阿波池田駅間が夜に運転再開[130]。
  - 8月5日：土佐山田駅 - 窪川駅間が運転再開[131]。
  - 8月7日：阿波池田駅 - 大歩危駅間が運転再開[132]。大歩危駅 - 土佐山田駅間で護岸洗掘、土砂流入、築堤崩壊などの被害判明。
  - 8月8日：台風11号による大雨のため須崎駅 - 窪川駅間が運転見合わせ[133]。
  - 8月9日：台風11号による大雨のため多度津駅 - 大歩危駅間、土佐山田駅 - 須崎駅間が運転見合わせとなり全線不通となる[133]。
  - 8月10日：多度津駅 - 阿波池田駅間、土佐山田駅 - 窪川駅間が運転再開[134][135]。
  - 8月11日：阿波池田駅 - 大歩危駅間が朝に、大杉駅 - 土佐山田駅間が夕方に運転再開[135][136]。
  - 8月13日：大歩危駅 - 大杉駅間が運転再開し全線で運転再開[137]。
- 2017年（平成29年）4月1日：多度津駅 - 大歩危駅間で観光列車「四国まんなか千年ものがたり」の運行を開始[32]。
- 2019年（令和元年）9月3日：2700系気動車の運行を開始[138]。
- 2020年（令和2年）
  - 7月4日：高知駅 - 窪川駅間で観光列車「志国土佐 時代の夜明けのものがたり」の運行を開始。
  - 10月1日：新型コロナウイルス影響の乗客減により、この日から当面の間、下り最終列車の高知23時10分発の伊野行き普通列車と、上り最終列車の高知23時15分発の土佐山田行き普通列車が運休[139][140]。
- 2021年（令和3年）3月13日：ダイヤ改正により、高知駅 - 土佐山田駅間でパターンダイヤ導入および高知駅 - 後免駅間で普通列車1本増発。特急「南風」「しまんと」の全列車が2700系に統一[141][注釈 13]。また、運休となっていた高知23時10分発下り伊野行き普通列車と高知23時15分発上り土佐山田行き普通列車が廃止となり、最終列車の時間が繰り上がる[141]。

## 将来
高知駅周辺の立体交差の事業を終えた土讃線だが、並行する高速道路（高知自動車道、須崎道路）の高速バスに対抗するために、特急列車を130km/hで走行できるように改良工事を行うよう要望する動きがあるほか、土佐山田 - 大杉間に高速新線を建設する構想もある。また、琴平 - 高知間の電化も要望されている。

## 駅一覧
- 停車駅
  - 普通…原則として全駅に停車するが、一部列車は▽の駅を通過する
  - 快速「サンポート」（高松駅 - 多度津駅 - 琴平駅間）…土讃線内では全駅に停車
  - 特急…「南風 (列車)」「しまんと (列車)」参照
- 線路（全線単線） … ◇・◆：列車交換可（◆はスイッチバック駅）、｜：列車交換不可

### 多度津駅 - 高知駅間
| 電化／非電化 | 駅番号 | 駅名        | 営業キロ | 営業キロ | 接続路線・備考                                                                   | 線路 | 所在地        | 所在地            | 所在地            |
| 電化／非電化 | 駅番号 | 駅名        | 駅間     | 累計     | 接続路線・備考                                                                   | 線路 | 所在地        | 所在地            | 所在地            |
| ------------ | ------ | ----------- | -------- | -------- | -------------------------------------------------------------------------------- | ---- | ------------- | ----------------- | ----------------- |
| 直流電化     | D12    | 多度津駅    | -        | 0.0      | 四国旅客鉄道：●Y 予讃線（Y12）（宇多津を経て高松・岡山方面へ直通あり）           | ◇    | 香川県        | 仲多度郡 多度津町 | 仲多度郡 多度津町 |
| 直流電化     | D13    | 金蔵寺駅    | 3.7      | 3.7      |                                                                                  | ◇    | 香川県        | 善通寺市          | 善通寺市          |
| 直流電化     | D14    | 善通寺駅    | 2.3      | 6.0      |                                                                                  | ◇    | 香川県        | 善通寺市          | 善通寺市          |
| 直流電化     | D15    | 琴平駅      | 5.3      | 11.3     | 高松琴平電気鉄道：琴平線 （琴電琴平駅: K21）                                     | ◇    | 香川県        | 仲多度郡          | 琴平町            |
| 非電化       | D16    | 塩入駅      | 6.4      | 17.7     |                                                                                  | ◇    | 香川県        | 仲多度郡          | まんのう町        |
| 非電化       | D17    | 黒川駅      | 3.9      | 21.6     |                                                                                  | ｜   | 香川県        | 仲多度郡          | まんのう町        |
| 非電化       | D18    | 讃岐財田駅  | 2.3      | 23.9     |                                                                                  | ◇    | 香川県        | 三豊市            | 三豊市            |
| 非電化       | D19    | 坪尻駅▽     | 8.2      | 32.1     |                                                                                  | ◆    | 徳島県 三好市 | 徳島県 三好市     | 徳島県 三好市     |
| 非電化       | D20    | 箸蔵駅      | 3.3      | 35.4     |                                                                                  | ◇    | 徳島県 三好市 | 徳島県 三好市     | 徳島県 三好市     |
| 非電化       | D21    | 佃駅        | 3.4      | 38.8     | 四国旅客鉄道：●B 徳島線（B24）                                                   | ◇    | 徳島県 三好市 | 徳島県 三好市     | 徳島県 三好市     |
| 非電化       | D22    | 阿波池田駅  | 5.1      | 43.9     |                                                                                  | ◇    | 徳島県 三好市 | 徳島県 三好市     | 徳島県 三好市     |
| 非電化       | D23    | 三縄駅      | 3.9      | 47.8     |                                                                                  | ◇    | 徳島県 三好市 | 徳島県 三好市     | 徳島県 三好市     |
| 非電化       | D24    | 祖谷口駅    | 4.5      | 52.3     |                                                                                  | ｜   | 徳島県 三好市 | 徳島県 三好市     | 徳島県 三好市     |
| 非電化       | D25    | 阿波川口駅  | 2.8      | 55.1     |                                                                                  | ◇    | 徳島県 三好市 | 徳島県 三好市     | 徳島県 三好市     |
| 非電化       | D26    | 小歩危駅    | 4.7      | 59.8     |                                                                                  | ◇    | 徳島県 三好市 | 徳島県 三好市     | 徳島県 三好市     |
| 非電化       | D27    | 大歩危駅    | 5.7      | 65.5     |                                                                                  | ◇    | 徳島県 三好市 | 徳島県 三好市     | 徳島県 三好市     |
| 非電化       | D28    | 土佐岩原駅  | 7.2      | 72.7     |                                                                                  | ◇    | 高知県        | 長岡郡 大豊町     | 長岡郡 大豊町     |
| 非電化       | D29    | 豊永駅      | 4.0      | 76.7     |                                                                                  | ◇    | 高知県        | 長岡郡 大豊町     | 長岡郡 大豊町     |
| 非電化       | D30    | 大田口駅    | 3.7      | 80.4     |                                                                                  | ◇    | 高知県        | 長岡郡 大豊町     | 長岡郡 大豊町     |
| 非電化       | D31    | 土佐穴内駅  | 2.8      | 83.2     |                                                                                  | ｜   | 高知県        | 長岡郡 大豊町     | 長岡郡 大豊町     |
| 非電化       | D32    | 大杉駅      | 4.0      | 87.2     |                                                                                  | ◇    | 高知県        | 長岡郡 大豊町     | 長岡郡 大豊町     |
| 非電化       | D33    | 土佐北川駅  | 6.1      | 93.3     |                                                                                  | ◇    | 高知県        | 長岡郡 大豊町     | 長岡郡 大豊町     |
| 非電化       | D34    | 角茂谷駅    | 2.2      | 95.5     |                                                                                  | ｜   | 高知県        | 長岡郡 大豊町     | 長岡郡 大豊町     |
| 非電化       | D35    | 繁藤駅      | 2.1      | 97.6     |                                                                                  | ◇    | 高知県        | 香美市            | 香美市            |
| 非電化       | D36    | 新改駅▽     | 6.3      | 103.9    |                                                                                  | ◆    | 高知県        | 香美市            | 香美市            |
| 非電化       | D37    | 土佐山田駅  | 7.4      | 111.3    |                                                                                  | ◇    | 高知県        | 香美市            | 香美市            |
| 非電化       | D38    | 山田西町駅▽ | 0.8      | 112.1    |                                                                                  | ｜   | 高知県        | 香美市            | 香美市            |
| 非電化       | D39    | 土佐長岡駅▽ | 2.0      | 114.1    |                                                                                  | ｜   | 高知県        | 南国市            | 南国市            |
| 非電化       | D40    | 後免駅      | 2.1      | 116.2    | 土佐くろしお鉄道：●GN ごめん・なはり線（GN40）（高知方面と直通あり）             | ◇    | 高知県        | 南国市            | 南国市            |
| 非電化       | D41    | 土佐大津駅  | 3.2      | 119.4    |                                                                                  | ◇    | 高知県        | 高知市            | 高知市            |
| 非電化       | D42    | 布師田駅▽   | 2.0      | 121.4    |                                                                                  | ｜   | 高知県        | 高知市            | 高知市            |
| 非電化       | D43    | 土佐一宮駅  | 1.3      | 122.7    |                                                                                  | ◇    | 高知県        | 高知市            | 高知市            |
| 非電化       | D44    | 薊野駅▽     | 1.7      | 124.4    |                                                                                  | ◇    | 高知県        | 高知市            | 高知市            |
| 非電化       | D45    | 高知駅      | 2.2      | 126.6    | とさでん交通：駅前線 （高知駅前停留場） 四国旅客鉄道：●K 土讃線（窪川方面: K00） | ◇    | 高知県        | 高知市            | 高知市            |

1. ↑  徳島線との分岐点は佃駅だが、同線の列車は阿波池田駅まで乗り入れる。また徳島線特急は佃駅を通過するため阿波池田駅での乗り換えとなる。

- 箸蔵駅 - 佃駅間で徳島県三好郡東みよし町を通るが、同町内に駅はない。

### 高知駅 - 窪川駅間
この区間は全線非電化で、全駅高知県内に所在している。累計営業キロは多度津駅からのものである。
| 駅番号 | 駅名         | 営業キロ | 営業キロ | 接続路線・備考                                                                     | 線路 | 所在地        | 所在地        |
| 駅番号 | 駅名         | 駅間     | 累計     | 接続路線・備考                                                                     | 線路 | 所在地        | 所在地        |
| ------ | ------------ | -------- | -------- | ---------------------------------------------------------------------------------- | ---- | ------------- | ------------- |
| K00    | 高知駅       | -        | 126.6    | とさでん交通：駅前線 （高知駅前停留場） 四国旅客鉄道：●D 土讃線（多度津方面: D45） | ◇    | 高知市        | 高知市        |
| K01    | 入明駅       | 1.3      | 127.9    |                                                                                    | ｜   | 高知市        | 高知市        |
| K02    | 円行寺口駅   | 0.8      | 128.7    |                                                                                    | ｜   | 高知市        | 高知市        |
| K03    | 旭駅         | 1.5      | 130.2    | とさでん交通：伊野線 （旭駅前通停留場）                                            | ◇    | 高知市        | 高知市        |
| K04    | 高知商業前駅 | 1.1      | 131.3    | とさでん交通：伊野線 （鏡川橋停留場）                                              | ｜   | 高知市        | 高知市        |
| K05    | 朝倉駅       | 1.4      | 132.7    | とさでん交通：伊野線 （朝倉駅前停留場）                                            | ◇    | 高知市        | 高知市        |
| K06    | 枝川駅       | 3.5      | 136.2    | とさでん交通：伊野線 （枝川停留場）                                                | ｜   | 吾川郡 いの町 | 吾川郡 いの町 |
| K07    | 伊野駅       | 1.8      | 138.0    | とさでん交通：伊野線 （伊野駅前停留場）                                            | ◇    | 吾川郡 いの町 | 吾川郡 いの町 |
| K08    | 波川駅       | 1.5      | 139.5    |                                                                                    | ｜   | 吾川郡 いの町 | 吾川郡 いの町 |
| K08-1  | 小村神社前駅 | 2.1      | 141.6    |                                                                                    | ｜   | 高岡郡        | 日高村        |
| K09    | 日下駅       | 2.1      | 143.7    |                                                                                    | ◇    | 高岡郡        | 日高村        |
| K10    | 岡花駅       | 2.0      | 145.7    |                                                                                    | ｜   | 高岡郡        | 日高村        |
| K11    | 土佐加茂駅   | 2.9      | 148.6    |                                                                                    | ◇    | 高岡郡        | 佐川町        |
| K12    | 西佐川駅     | 3.8      | 152.4    |                                                                                    | ◇    | 高岡郡        | 佐川町        |
| K13    | 佐川駅       | 1.8      | 154.2    |                                                                                    | ◇    | 高岡郡        | 佐川町        |
| K14    | 襟野々駅     | 1.8      | 156.0    |                                                                                    | ｜   | 高岡郡        | 佐川町        |
| K15    | 斗賀野駅     | 2.0      | 158.0    |                                                                                    | ◇    | 高岡郡        | 佐川町        |
| K16    | 吾桑駅       | 5.4      | 163.4    |                                                                                    | ◇    | 須崎市        | 須崎市        |
| K17    | 多ノ郷駅     | 2.7      | 166.1    |                                                                                    | ◇    | 須崎市        | 須崎市        |
| K18    | 大間駅       | 0.9      | 167.0    |                                                                                    | ｜   | 須崎市        | 須崎市        |
| K19    | 須崎駅       | 1.7      | 168.7    |                                                                                    | ◇    | 須崎市        | 須崎市        |
| K20    | 土佐新荘駅   | 1.9      | 170.6    |                                                                                    | ｜   | 須崎市        | 須崎市        |
| K21    | 安和駅       | 3.0      | 173.6    |                                                                                    | ｜   | 須崎市        | 須崎市        |
| K22    | 土佐久礼駅   | 6.1      | 179.7    |                                                                                    | ◇    | 高岡郡        | 中土佐町      |
| K23    | 影野駅       | 10.7     | 190.4    |                                                                                    | ◇    | 高岡郡        | 四万十町      |
| K24    | 六反地駅     | 1.8      | 192.2    |                                                                                    | ｜   | 高岡郡        | 四万十町      |
| K25    | 仁井田駅     | 2.0      | 194.2    |                                                                                    | ｜   | 高岡郡        | 四万十町      |
| K26    | 窪川駅       | 4.5      | 198.7    | 土佐くろしお鉄道：●TK 中村線（TK26）（四国旅客鉄道予土線直通列車を含む）           | ◇    | 高岡郡        | 四万十町      |

### 廃止信号場
- 笹場信号場：1949年8月1日廃止、土佐久礼駅 - 影野駅間
- 大王信号場：1986年3月3日廃止、大杉駅 - 土佐北川駅間

### 過去の接続路線
- 金蔵寺駅：琴平参宮電鉄丸亀線 - 1963年9月15日廃止
- 善通寺駅：琴平参宮電鉄丸亀線（善通寺車庫前駅） - 1963年9月15日廃止
- 琴平駅：琴平参宮電鉄琴平線（琴参琴平駅） - 1963年9月15日廃止、琴平急行電鉄（琴急琴平駅） - 1944年1月休止・1954年9月30日廃止
- 箸蔵駅：箸蔵登山鉄道（赤鳥居駅） - 1944年2月11日廃止
- 後免駅：土佐電気鉄道安芸線 - 1974年4月1日廃止